# Chandogya-Upanishad
Die Chandogya-Upanishad (Sanskrit: छान्दोग्योपनिषद् Chāndogyopaniṣad f.) ist eine der frühesten (mukhya) Upanishaden des Hinduismus. Im aus 108 Upanishaden bestehenden Muktika-Kanon wird sie an neunter Position geführt. Sie ist in das Chandogya-Brahmana eingebettet und bildet somit Teil des Sama Veda. Innerhalb des Sama Veda wird sie der Tandya-Schule zugerechnet. Wie auch die Brihadaranyaka-Upanishad ist die Chandogya-Upanishad ein Sammelband aus verschiedenen Texten, der von einem oder mehreren indischen Gelehrten zusammengestellt worden war. Ihr Entstehungsdatum ist unsicher, sie wird aber in Indien meist dem Zeitraum 8. bis 6. vorchristliches Jahrhundert zugeordnet.

## Etymologie

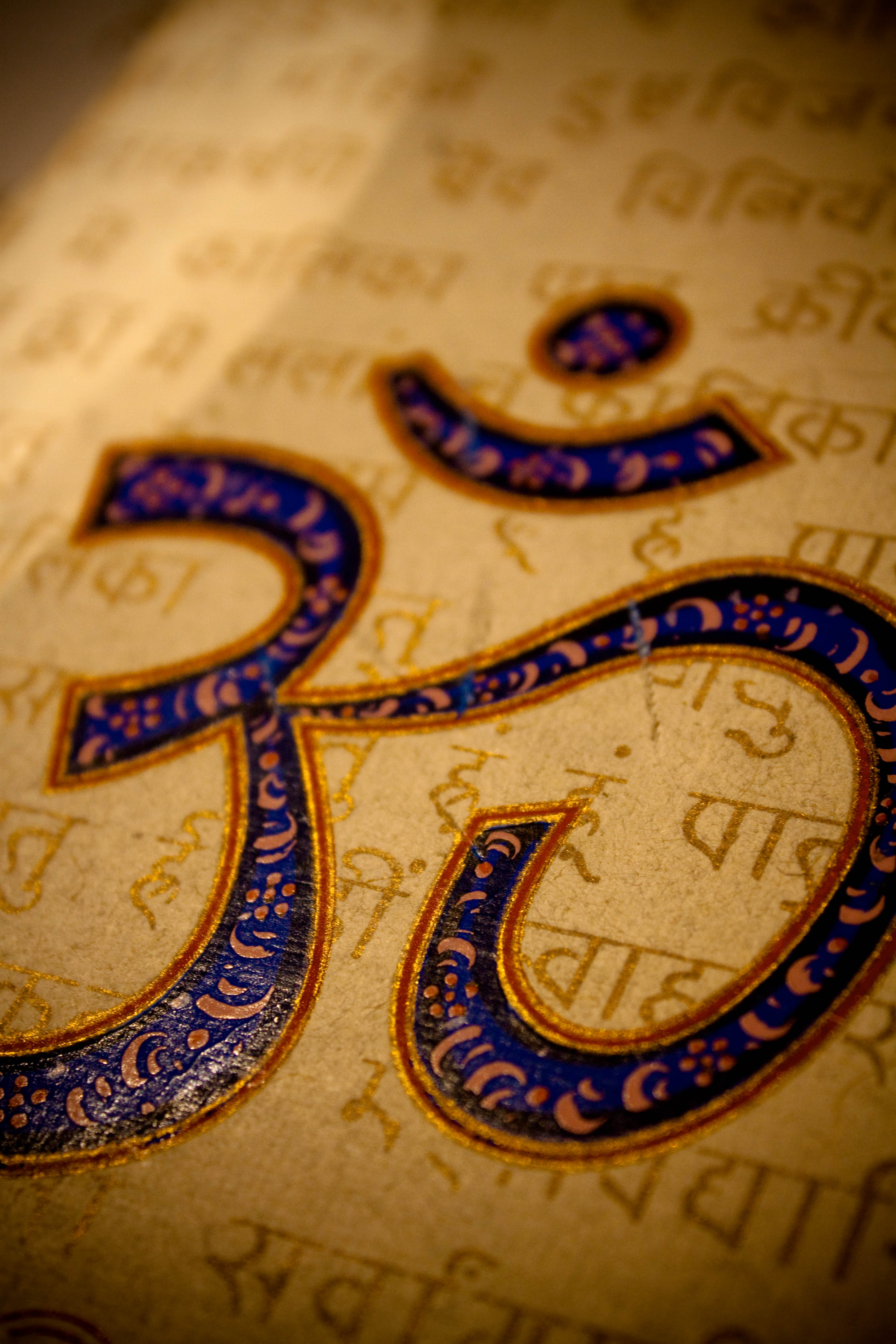
Om – der Gesang des Universums

Der Name Chāndogya leitet sich ab von छन्दस् – Chandas, das ein poetisches Versmaß bezeichnet. Ein Chandoga छन्दोग (Zusammensetzung aus Chandas und ga) ist jemand, der Versmaße rezitiert, chantet oder singt. Gemeint ist hier ein Sänger der Sāman-Lieder, bzw. ein Anhänger des Sāmaveda. Chāndoga (छान्दोग – mit langem ā) steht in Beziehung zu diesem Vortragenden. Das Suffix gya ist ein Repetitivum von ga und drückt nur die Vertrautheit aus, die sich durch wiederholende Ausübung einstellt. Ein Chāndogya ist somit ein versierter Vortragender in Versen des Sāmaveda.

## Aufbau
Die Chandogya-Upanishad ist eine der umfangreichsten Zusammenstellungen der Upanishaden und baut sich aus insgesamt 8 Prapathakas (Prapāṭhaka – प्रपाठक – Buch, wörtlich Vorlesung) auf. Jedes Buch enthält eine Anzahl von Kapiteln (Khaṇḍa – खण्ड – Lücke, Stück, Teil), denen die Einzelverse zugeordnet sind. Insgesamt sind 154 Khaṇḍas vorhanden. So besteht das erste Buch aus 13 Kapitel, das zweite Buch aus 24 Kapitel, das dritte Buch aus 19 Kapitel, das vierte Buch aus 17 Kapitel, das fünfte Buch aus 24 Kapitel, das sechste Buch aus 16 Kapitel, das siebte Buch aus 26 Kapitel und das achte Buch aus 15 Kapitel. Die Anzahl der Verse in den einzelnen Kapiteln ist recht variabel. Das erste Buch hat 104 Verse, das zweite Buch 82, das dritte Buch 96, das vierte Buch 78, das fünfte Buch 88, das sechste Buch 70, das siebente Buch 51 und das achte Buch 62 Verse. Insgesamt sind somit 631 Verse vorhanden.
Wie oben schon angesprochen ist die Chandogya-Upanishad in das Chandogya-Brahmana eingebunden und bildet hierin die letzten acht von insgesamt 10 Büchern. Das erste Buch des Brahmanas ist kurz gehalten – mit rituellen Hymnen für eine Hochzeitszeremonie und zur Geburt eines Kindes. Das ebenfalls kurze zweite Buch des Brahmanas besteht aus rituellen Mantras, die göttlichen Wesen gewidmet sind. Die letzten acht, recht langen Bücher stellen dann die Chandogya-Upanishad.

## Charakterisierung

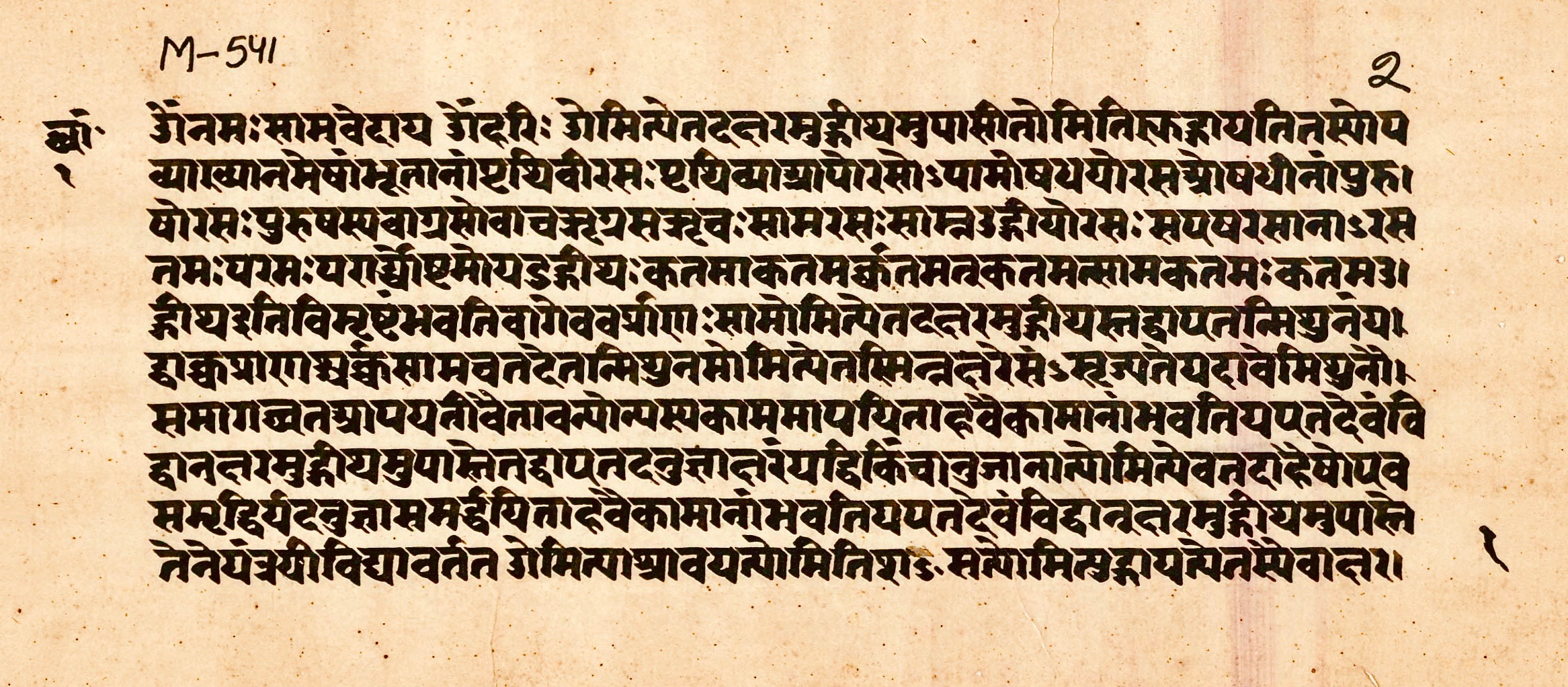
Die Verse 1.1.1 bis 1.1.9 der Chandogya-Upanishad

Die Sammlung enthält eine buntgewürfelte Mischung aus verschiedenen Geschichten und Themenkreisen. Wie auch beim übergeordneten Sama Veda, der sich auf Poesie und gechantete Hymnen fokussiert, liegt das überspannende und vereinende Thema dieser Upanishade in der Bedeutung von Sprache und Rede, Liedern und Gesängen – als Hilfestellung des Menschen bei seiner Suche nach Wissen und Erlösung, aber auch bei metaphysischen und rituellen Belangen.
Die Chandogya-Upanishad zeichnet sich durch ihr erhabenes Versmaß aus. Sie erwähnt Kulturelles wie beispielsweise Musikinstrumente und umschließt philosophische Prämissen, die später als Grundlagen des Vedantas fungierten. In nachfolgenden Rezensionen und Kommentaren (Bhāṣya – भाष्य) von Gelehrten verschiedener hinduistischer Schulrichtungen stellt sie eine der meistzitierten Schriften dar. So erwähnte sie Adi Shankara in seinem Vedanta Sutra Bhasya 810 mal – wesentlich öfter als andere Werke.
Die Chandogya-Upanishad weist viele Passagen und Geschichten auf, welche auf nahezu identische Weise auch in der Brihadaranyaka-Upanishad dargestellt werden. Der Unterschied liegt in der weitaus präziseren Metrik der Chandogya-Upanishad.
Wie auch die anderen Upanishaden war die Chandogya-Upanishad lebendig und nie vollständig erstarrt oder fixiert. In jedem Buch sind Einschübe und Interpolationen vorhanden, die später erfolgten. Erkennbar wird dies an Umbrüchen in Aufbau, Metrik, Grammatik, Stil und Inhalt. Wahrscheinlich wurden auch Nachträge zu unterschiedlichen Zeitpunkten beigefügt.
Klaus Witz hat die Chandogya-Upanishad drei natürlichen Gruppierungen zugeordnet. Die erste Gruppe umfasst die Bücher 1 und 2, die vorrangig vom Aufbau, Intonation und Rhythmus der Sprache (ausgedrückt durch Rede) handeln und sich insbesondere der heiligen Silbe Om (ॐ, Aum) zuwenden. Die zweite Gruppe besteht aus den Büchern 3 bis 5 und enthält mehr als 20 Upasanas und Vidyas mit Leitsätzen über Universum, Leben, Verstand und Spiritualität. Zur dritten Gruppe gehören die Bücher 6 bis 8, die sich hauptsächlich mit metaphysischen Fragen auseinandersetzen – wie beispielsweise dem Wesen der Realität und der Natur des Selbst.

## Zeitliche Stellung
Die Chandogya-Upanishad wurde aller Wahrscheinlichkeit nach in der ersten Hälfte des ersten vorchristlichen Jahrtausends konzipiert. Sie stellt eine der ältesten Upanishaden dar. Das genaue Jahrhundert ihrer Entstehung ist unsicher, umstritten und liegt im Dunkeln.
Die Chronologie der frühen Upanishaden ist wegen nur wenig gesichertem Beweismaterial sehr schwierig zu erstellen. Nicht gerade hilfreich sind ferner ihr Archaismus, ihr Stil und ihre zahlreichen Textwiederholungen. Über die Entwicklungen ihrer Ideen können nur Vermutungen angestellt werden. Auch inwiefern ihre jeweilige Philosophie von anderen indischen Philosophien beeinflusst wurde, mag dahingestellt bleiben. Patrick Olivelle ist der Ansicht, dass trotz anderslautender Behauptungen die Festlegung des Alters der frühen Upanishaden auf nur wenige Jahrhunderte so sicher wie ein Kartenhaus ist.
Eine korrekte Chronologie und auch die Feststellung des Urhebers (oder der Urheber) der Chandogya-Upanishad – vergleichbar mit der Brihadaranyaka und der Kaushitaki-Upanishad – werden dadurch verkompliziert, dass alle diese Werke Anthologien darstellen und aus Einzeltexten bestehen, welche vor ihrer Eingliederung in die jeweilige Upanishade ein eigenes Dasein führten. Spezialisten plädieren für ein Entstehungsdatum der Upanishade zwischen 800 und 600 vor Christus, noch vor dem Wirken Buddhas. Laut Patrick Olivelle (1998) entstand die Chandogya-Upanishad zwischen dem 7. und 6. Jahrhundert v. Chr., wobei er eine Unsicherheit von ein, zwei Jahrhunderten einräumt. Phillips behauptet, dass die Chandogya-Upanishad erst nach der Brihadaranyaka vollendet wurde, wahrscheinlich in der ersten Hälfte des 8. Jahrhunderts v. Chr.

## Inhalt

Die Ursilbe Om bzw. Aum

### Erstes Buch (1. Prapāṭhaka)

#### 1. Kapitel – Das Chanten von Om, dem Urlaut alles Seienden
„॥ प्रथमोऽध्यायः ॥“

„ओमित्येतदक्षरमुद्गीथमुपासीत । ओमिति ह्युद्गायति तस्योपव्याख्यानम् ॥ १.१.१ ॥“

Die Chandogya-Upanishad beginnt mit der Empfehlung, über Om zu meditieren. Sie bezeichnet die Ursilbe Om als Udgītha (उद्गीथ – Lied, Chant, wörtlich laut oder hoch gesungen). Die Bedeutung von Udgītha liegt in folgender Abfolge:

„एषां भूतानां पृथिवी रसः पृथिव्या अपो रसः । अपामोषधयो रस ओषधीनां पुरुषो रसः पुरुषस्य वाग्रसो वाच ऋग्रस ऋचः साम रसः साम्न उद्गीथो रसः ॥ १.१.२ ॥“

„eṣāṃ bhūtānāṃ pṛthivī rasaḥ pṛthivyā apo rasaḥ
apāmoṣadhayo rasa oṣadhīnāṃ puruṣo rasaḥ puruṣasya vāgraso vāca ṛgrasa ṛcaḥ sāma rasaḥ sāmna udgītho rasaḥ“

„Die Essenz aller Wesen ist die Erde, die Essenz der Erde ist Wasser, die Essenz des Wassers sind Pflanzen, die Essenz der Pflanzen ist der Mensch, die Essenz des Menschen ist die Sprache, die Essenz der Sprache ist der Rig Veda, die Essenz des Rig Veda ist der Sama Veda und die Essenz des Sama Veda ist Udgītha.“

Weiter wird erklärt, dass die Sprache Rik (ऋच् – Ṛc) und der Atem Sāman (सामन्) ein zusammengehörendes, sich gegenseitig anziehendes Paar bilden, aus welchem der Gesang hervorgeht. Die höchste Gesangsform stellt Om dar – ein Ehrfurcht gebietendes Symbol dreifachen Wissens, das der Adhvaryu anruft, der Hotṛ rezitiert und der Udgatṛ singt (alles Opferpriester).

#### 2. Kapitel – Gut und Böse sind überall zugegen, aber die Lebenskraft an sich ist zutiefst positiv
Im zweiten Kapitel des ersten Buches wird die Diskussion über die Silbe Om fortgesetzt. Sie wird hier in den Kontext des Kampfes zwischen Göttern (Devas) und Dämonen (Asuras) gestellt – wobei beide aus einem einzigen Lebensspender, dem Prajapati (प्रजापति – Prajāpati), hervorgegangen sind. Friedrich Max Müller wies darauf hin, dass die alten Gelehrten den Kampf zwischen Göttern und Dämonen rein allegorisch auffassten – als einen Kampf guter und böser Eigenschaften innerhalb des Menschen. Prajapati steht in dieser Allegorie somit allgemein stellvertretend für den Menschen. Derselbe legendäre Kampf findet sich auch in der Brihadaranyaka-Upanishad (Buch 1.3) in weitaus vollständigerer und ursprünglicherer Form wieder.

„देवासुरा ह वै यत्र संयेतिरे उभये प्राजापत्यास्तद्ध देवा उद्गीथमाजह्रुरनेनैनानभिभविष्याम इति ॥ १.२.१ ॥“

„devāsurā ha vai yatra saṃyetire ubhaye prājāpatyāstaddha devā udgīthamājahruranenainānabhibhaviṣyāma iti“

„Gottheiten und Dämonen sind beide Abkömmlinge von Prajāpati, dennoch kämpften sie miteinander. Die Gottheiten schlugen sodann den Weg von udgītha (Om) ein, in der Hoffnung dadurch die Dämonen besiegen zu können.“

Wie die Legende weiter berichtet, erkoren die Gottheiten das Udgītha (Singen des Om), im Glauben, dass sie mit dieser Intonation die Dämonen besiegen würden. Die Gottheiten verehrten das Udgītha zuerst als Geruchssinn. Dieser wurde aber von den Dämonen missbraucht, so dass jetzt angenehme und schlechte Gerüche durch die Nase wahrgenommen werden. Sodann erkannten die Gottheiten das Udgītha in der Sprache. Aber auch diese wurde von den Dämonen korrumpiert, so dass jetzt Wahrheit und Unwahrheit, Gut und Böse, zugleich geäußert werden. Als Nächstes erkoren die Gottheiten den Sehsinn durch das Auge als Udgītha, aber auch hier manifestierten die Dämonen ihre Ignoranz und seitdem sind gleichzeitig Harmonisches, Ansehnliches und Verstörendes, Unansehnliches nebeneinander zu erkennen. Sodann sahen die Gottheiten das Udgītha im Gehör, aber auch hiervon machten die Dämonen üblen Gebrauch, so dass wir jetzt Hörenswertes als auch Unangenehmes mit den Ohren vernehmen. Schließlich wurde das Udgītha am Geist festgemacht, aber selbst der wurde von den Dämonen verdorben. Aus diesem Grund tauchen jetzt sowohl gute als auch schlechte Gedanken in ihm auf. Zu guter Letzt verehrten die Gottheiten das Udgītha als Prāṇa – dem Atem, der Lebensluft und der Lebenskraft. Hier stießen die Dämonen sozusagen auf Granit und mussten kapitulieren. Die Lebenskraft ist frei von Dualismus, frei von Bösem und vollkommen positiv. Die Gottheiten innerhalb des Menschen sind seine hervorragenden Körper- und Sinnesorgane. Diese stehen aber alle unterhalb des allbeherrschenden Lebensprinzips. Die Versinnbildlichung des Oms, des Udgīthas ist letztlich das im Menschen wirksame Lebensprinzip. Und solange der Mensch atmet und Prāṇa zu sich nimmt, ist er am Leben.

#### 8. und 9. Kapitel – Raum (Ākāśa), aller Dinge Anfang und Ende
Im 8. und 9. Kapitel des ersten Buches beschreibt die Chandogya-Upanishad die Debatte zwischen drei Kennern des Udgīthas über dessen Ursprung und dessen Aufrechterhaltung sowie allgemein über sämtliche empirische Existenz. Die Debatte gipfelt in der Frage:

„Was ist der Ursprung dieser Welt ?
Raum antwortete er. Wahrlich, alles entsteht aus Raum. Und alles kehrt wieder in den Raum zurück. Raum ist größer und umfasst alles andere. Daher ist Raum das letztendliche Ziel.
Er entspricht dem erhabensten Om (Om, ॐ), das ebenfalls endlos ist. Wer daher das vorzügliche Udgītha verehrt, wird das Beste sein eigen nennen und die besten aller Welten gewinnen.“

Friedrich Max Müller fügt hier hinzu, dass der hier verwendete Begriff Raum (Ākāśa) später im Vedanta Sutra (Vers 1.1.22) als symbolisch für das vedische Brahman-Konzept verwendet wurde. Hierzu erklärt Paul Deussen, dass der Terminus Brahman das schöpferische Prinzip meint, welches der gesamten Welt zugrunde liegt.
Laut Swami Lokeswarananda ist jedoch naheliegender, dass mit dem Begriff Raum hier wohl der ebenfalls endlose Paramatman (परमात्मन् – Paramātman – Weltseele) gemeint ist.

#### 10. bis 12. Kapitel – Eine satirische Persiflage der egoistischen Priesterschaft
Im 10. bis 12. Kapitel des ersten Buches beschreibt die Chandogya-Upanishad eine Erzählung über die Priesterschaft und kritisiert, dass sie Verse rezitiert und Hymnen singt, ohne ihre Bedeutung und ihren göttlichen Zweck zu kennen. Insbesondere im 12. Kapitel werden die egoistischen Ziele der Priester satirisch blosgelegt – was auch als Udgītha der Hunde bezeichnet wird.
In den Versen 1.12.1 bis 1.12.5 wird geschildert, wie ein Pack Hunde vor Vaka Dalbhya (auch Baka Dālbhya – ein murmelnder und summender Weiser) erscheint, welcher gerade an einem ruhigen Ort Veden rezitierte. Die Hunde fragten ihn, ob er nicht für sie singen möchte, um ihnen dadurch Nahrung zu beschaffen, da sie hungrig waren. Der rezitierende Weise verharrte ruhig. Der Leithund sagte dann zu den anderen Hunden: Wir kommen morgen wieder. Als sie am nächsten Tag wiederkamen, hielt ein jeder Hund den Schwanz seines Vorgängers in der Schnauze – in Anlehnung an die Gewohnheit der Priester, bei Prozessionen das Gewand oder die Hand ihres Vorgängers zu ergreifen. Danach ließen sich die Hunde nieder und sprachen: Hiṃ ( हिं). Darauf sangen sie Om, lasst uns essen! Om, lasst uns trinken! Herr der Nahrung, bring uns Speisen, bring sie uns! Om!
Derartige Satiren sind in der indischen Literatur und im indischen Schrifttum nicht ungewöhnlich, und auch in anderen Texten, wie zum Beispiel im Vers 7.103 des Rig-Vedas, werden oberflächliche Rezitationen emphatisch abgelehnt. In seiner Rezension über die Satire des 12. Kapitels meint John Oman und wieder einmal erleben wir, dass einem rituelle Zeremonien nur für begrenzte Zeit Verdienste in der anderen Welt verschaffen, wohingegen wahres Wissen sämtlichem Verdienststreben zuwiderläuft und dauerhafte Glückseligkeit ermöglicht.

#### 13. Kapitel – Aufbau von Sprache und kosmische Korrespondenzen
Das 13. Kapitel des ersten Buches besteht aus einer Aufzählung von mystischen Bedeutungen, wie sie in Struktur und Klang eines Chants verborgen liegen. So sollen die Silben hāu (हाउ), hāi (हाइ), ī (ई), atha (अथ), iha (इह), ū (ऊ), e (ए), hiṃ (र्हिं) usw. ihre weltlichen Entsprechungen im Mond, im Wind, in der Sonne, im Selbst, in Agni, in Prajapati usw. finden. Die aufgeführten 13 Silben sind so genannte Stobhaksharas (stobhākṣara – स्तोभाक्षार) – Klänge, die bei der musikalischen Rezitation von Hymnen, Chants und Gesängen Verwendung finden (von स्तोभ – Unterbrechung, Stop).
Das 13. Kapitel ist eines der Beispiele für die zusammengewürfelte Natur der Chandogya-Upanishad, da es sich vom vorangegangenen und auch vom nachfolgenden Text fundamental abhebt. Im 4. Vers des 13. Kapitels wird auch das Wort Upanishad verwendet, welches von Friedrich Max Müller als geheime Doktrin und von Patrick Olivelle als verborgene Zusammenhänge interpretiert wird.

### Zweites Buch (2. Prapāṭhaka)

#### 1. Kapitel – Die Bedeutung des Chantens
Im ersten Kapitel des zweiten Buches wird ausgeführt, dass die Verehrung von Sāman (साम्न, Gesang, Chant) aus dreierlei Gründen als gut (साधु – sādhu) anzusehen ist. Hiermit sind drei Bedeutungen von Sāman impliziert, nämlich ein Überfluss guter oder wertvoller Eigenschaften (सामन), Freundlichkeit oder Respekt (सम्मान) und Eigentum oder Reichtum (सामन्, auch समान). Wie die Chandogya-Upanishad fortfährt, ist das Gegenteil aber ebenfalls existent. Denn Mangel und Wertlosigkeit (in puncto Ethik), Unfreundlichkeit und Geringschätzung (in menschlichen Beziehungen) und Mangel an Ressourcen (in puncto Lebensunterhalt) werden als a-sāman bezeichnet.

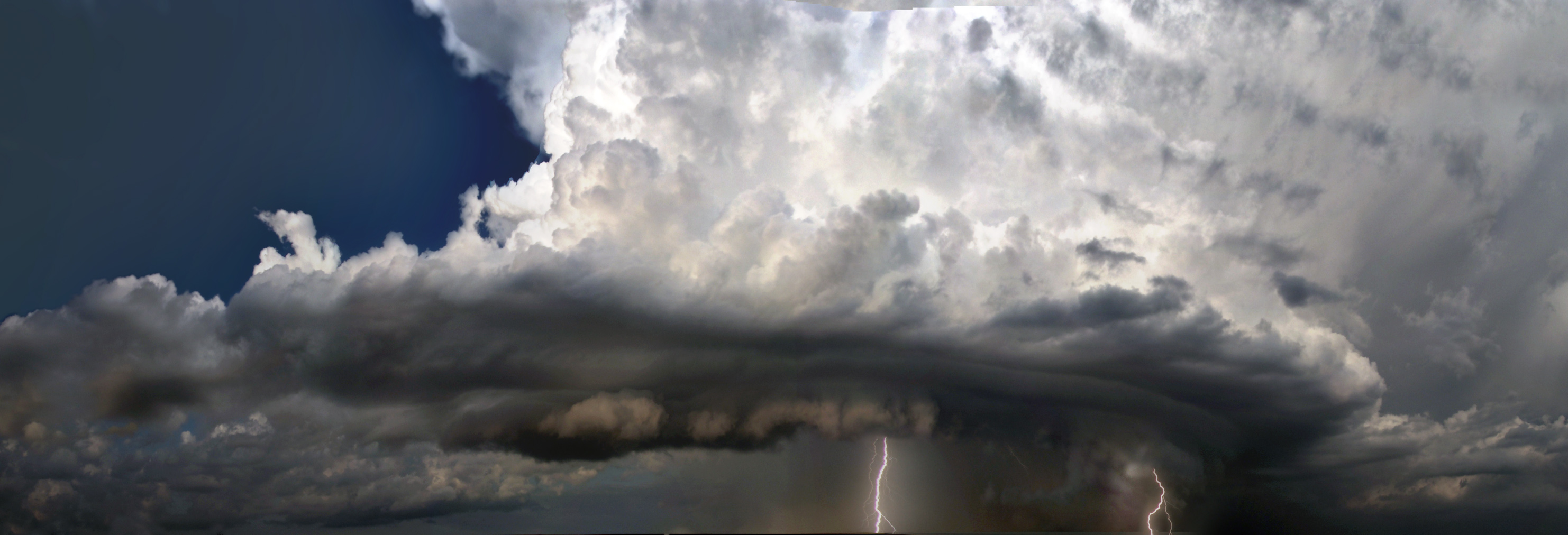
Die Chandogya Upanishad beschreibt Naturphänomene wie beispielsweise Gewitter als eine Art Chant

#### 2. bis 7. Kapitel – Das gesamte Universum chantet
Die Kapitel 2 bis 7 des zweiten Buches liefern Analogien zwischen verschiedenen Vorgängen im Universum und den Stilelementen des Gesangs. Zu den letzteren gehören Hinkāra (हिङ्कार – vorsichtiges Vokalisieren), Prastāva (प्रस्ताव – Einleitung, Prolog), Udgītha (उद्गीत – Gesang, Chant), Pratihāra (प्रतिहार – Antwort, Abschluss) und Nidhana (निधन – Finale, Schlussbemerkung, Zusammenfassung). Die vorgezeichneten Analogien stellen Abhängigkeiten und Relationen dar – zwischen kosmischen Gebilden, Naturphänomenen, Hydrologie, Jahreszeiten, Lebewesen und menschlicher Physiologie.
Im 3. Kapitel des zweiten Buches wird ausgeführt:

„वृष्टौ पञ्चविधं सामोपासीत पुरोवातो हिंकारो मेघो जायते स प्रस्तावो वर्षति स उद्गीथो विद्योतते स्तनयति स प्रतिहार उद्गृह्णाति तन्निधनम् ॥ २.३.१ ॥“

„vṛṣṭau pañcavidhaṃ sāmopāsīta purovāto hiṃkāro megho jāyate sa prastāvo varṣati sa udgītho vidyotate stanayati sa pratihāra udgṛhṇāti tannidhanam“

„Anhand des Regens kann fünffache Sāma-Verehrung praktiziert werden. Der Wind setzt ein – dies ist Hinkāra. Eine Wolke bildet sich – Prastāva. Der Regen fällt – Udgītha. Blitz und Donner – sie sind Pratihāra. (Der Regen endet) und die Wolken heben sich – dies ist Nidhana.“

Im 8. Kapitel des zweiten Buches wird die fünffache auf eine siebenfache Chantstruktur erweitert. Zum Chant neu hinzukommende Elemente sind Ādi (आदि) und Upadrava (उपद्रव). Im 9. und 10. Kapitel wird dann der Nutzen dieser siebenfachen Struktur für das menschliche Leben erklärt. Im 11. bis zum 21. Kapitel kehrt der Text sodann wieder zur fünffachen Chantstruktur zurück. Hierbei wird der Gesang als eine Art Schablone angesehen, welche kosmische Phänomene, psychologisches Verhalten, menschliche Sexualität, menschliche Physis, Haustiere, Gottheiten usw. wiedergibt. Paul Deussen ist der Ansicht, dass diese Verse eine Metapher darstellen, welche das Universum als eine Verkörperung des Brahmans sieht – wobei der Gesang (Saman) in das gesamte Universum hineingewoben und jedes Phänomen eine fraktale Manifestation der letztlichen Realität darstellt. Das 22. Kapitel behandelt die Struktur von Vokalen svara (स्वरा – svarā), Konsonanten sparsa (स्पर्शा – sparśā) und Zischlauten ushmana (ऊष्माण – ūṣmāṇa).

#### 23. Kapitel – Die Natur von Dharma und der Ashramas
Im 23. Kapitel des zweiten Buches liefert die Chandogya Upanishad eine der frühesten Darstellungen zum breitgefächerten und komplexen vedischen Konzept des Dharmas (धर्म). Sie schließt unter dem Begriff Dharma ethische Verpflichtungen (Nächstenliebe gegenüber Hilfsbedürftigen – दान – dāna), persönliche Verpflichtungen (Erziehung und Selbststudium – ब्रह्मचार्य – brahmacārya und स्वाध्याय – svādhyāya) und soziale Rituale (beispielsweise यज्ञ – yajña) ein. Die drei Zweige des Dharmas werden wie folgt beschrieben:

„त्रयो धर्मस्कन्धा यज्ञोऽध्ययनं दानमिति प्रथमस्तप एव द्वितीयो ब्रह्मचार्याचार्यकुलवासी तृतीयोऽत्यन्तमात्मानमाचार्यकुलेऽवसादयन्सर्व एते पुण्यलोका भवन्ति
ब्रह्मसंस्थोऽमृतत्वमेति ॥ २.२३.१ ॥“

„trayo dharmaskandhā yajño'dhyayanaṃ dānamiti prathamastapa eva dvitīyo brahmacāryācāryakulavāsī tṛtīyo'tyantamātmānamācāryakule'vasādayansarva ete puṇyalokā bhavanti
brahmasaṃstho'mṛtatvameti“

„Es gibt drei Zweige des Dharmas: Opfer – yajña, Selbststudium – Svādhyāya und Nächstenliebe – dāna bilden den ersten Zweig. Aus Genügsamkeit und Meditation – तप – tapa – entsteht der zweite Zweig. Der dritte Zweig ist brahmacārya, das enthaltsame Leben im Haus eines Lehrers. Alle drei Zweige erlangen himmlische Gefilde (पुण्यलोका – puṇyalokā).
Unsterblichkeit erringt jedoch nur der ब्रह्मसंस्थ – brahmasaṃstha, der fest im Brahman verankert ist.“

Dieser Vers wurde von Sanskritgelehrten des Altertums und des Mittelalters als ein Vorläufer der Ashramas zitiert – den altersbedingten dharmischen Lebensstadien im Hinduismus. Die vier Ashramas bestehen aus dem brahmacārya (Student), dem gṛhasthā (गृहस्था – Haushälter), dem vānaprasthā (वानप्रस्था – in die Waldeinsamkeit Zurückgezogener) und saṃnyāsa (संन्यास – die Erleuchtung Suchender). Hier widerspricht Olivelle jedoch und führt aus, dass selbst die explizite Verwendung des Begriffes Ashrama oder die Erwähnung der drei Zweige des Dharmas in Kapitel 23 der Chandogya Upanishad nicht notwendigerweise auch das Lebensstadiumsystem implizieren.
Paul Deussen bemerkte hierzu, dass die Chandogya Upanishad in obigem Vers diese Lebensstadien nicht hintereinander, sondern als gleichberechtigt nebeneinander darstellt. Auch werden nur drei der insgesamt vier Stadien erwähnt – zuerst der gṛhasthā, sodann der vānaprasthā und zuletzt der brahmacārya. Der Vers verweist aber auch auf den brahmasaṃstha – was in einigen hinduistischen Schulzweigen des Hinduismus zu größeren Debatten Anlass gab.

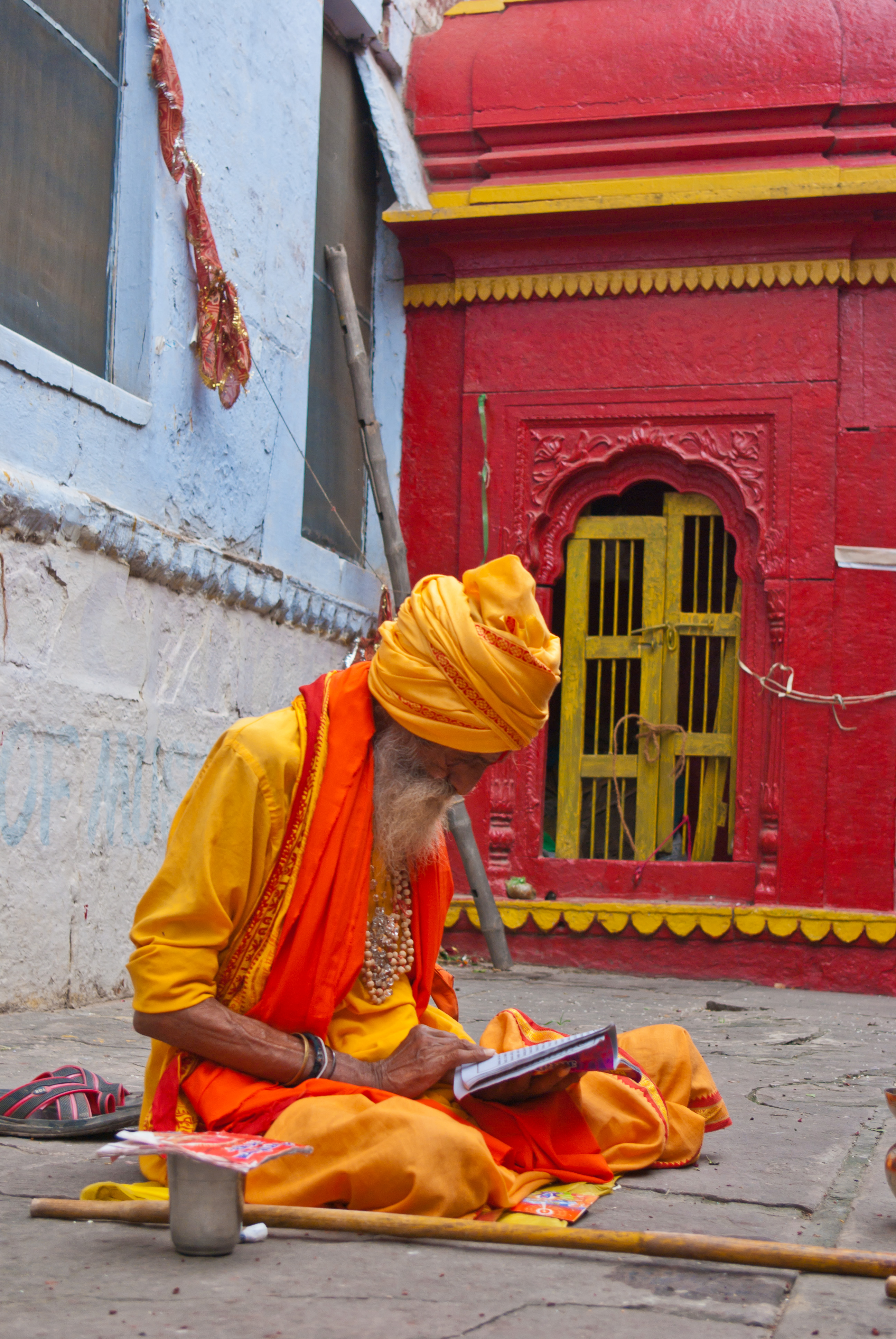
संन्यास – die Erleuchtung Suchender

Gelehrte des Advaita Vedantas sind der Ansicht, dass der saṃnyāsa implizit mit eingeschlossen ist – dessen Ziel es ist, durch Wissen und Selbstverwirklichung im Urgrund des Brahmans zu verruhen. Andere Gelehrte verweisen auf den Aufbau des Verses und seine explizite Darstellung von drei Zweigen. Offenbar war das vierte Stadium, der brahmasaṃstha, zur Zeit der Chandogya Upanishade bereits etabliert, es ist aber nicht sicher, ob zur damaligen Zeit das Leben als saṃnyāsa bereits als förmlich anerkannter dharmischer Ashrama auch wirklich existierte. Der Vers hat jedoch über chronologische Belange hinweg die Grundlagen in den Vedantaschulen zur Ethik, Erziehung, einfachem Leben, soziale Verantwortung und dem letztendlichen Lebensziel mit gelegt – Moksha (Befreiung – मोक्ष – mokṣa) durch Brahmanerkenntnis. Die Diskussion über Ethik und moralisches Verhalten im menschlichen Leben taucht dann erneut in anderen Kapiteln der Chandogya Upanishad auf, beispielsweise im siebzehnten Kapitel des 3. Buches.

### Drittes Buch (3. Prapāṭhaka)

#### 1. bis 11. Kapitel – Brahman stellt die Sonne sämtlichen Lebens dar – Madhu Vidya
In den ersten 11 Kapiteln des 3. Buches stellt die Chandogya Upanishad das Konzept des Madhu vidya (Wissen um den Honig – मधु) vor. Die Sonne wird symbolisch als Honig aller Veden sowie als Quell allen Lichts und Lebens gepriesen und ist daher der Meditation würdig. Ferner wird in diesen Versen das Brahman als Sonne des Universums angesehen – das Phänomen unserer natürlichen Sonne ist daher eine Manifestation des Brahmans.
Der Honigvergleich erscheint öfters in den Veden, im Itihasa und in mythologischen Geschichten – wohingegen die Upanishaden meist als Blumenblüten angesehen werden. Die Hymnen des Rigvedas, die Maximen des Yajurvedas und die Verse des Atharvavedas, aber auch die tiefschürfenden geheimnisvollen Doktrin der Upanishaden werden – wie die Bienen – als Überträger von Nektar (rasa – रस) angesehen. Dieser Nektar gilt als Essenz von Wissen, Kraft, Energie, Gesundheit, Ruhm und Glanz. Die Sonne wird mit einer gefüllten Honigwabe verglichen, die in honigfarbenem Licht erglüht. Sonnenaufgang und Sonnenuntergang werden im Zyklus des menschlichen Lebens mit Klarheit und Verwirrung in Verbindung gebracht. Die spirituelle Einsicht ins Brahman der Upanishaden wird jedoch von der Chandogya Upanishad als sonnengleich beschrieben – der Zustand eines immerwährenden Tages perfekten Wissens – eines Tages, der keine Nacht kennt.

#### 12. Kapitel – Gayatri-Mantra

Das Gayatri-Mantra

Das Gayatri-Mantra ( गायत्री – gāyatrī) versinnbildlicht das Brahman und laut Kapitel 12 des 3. Buches trägt es den Wesenskern sämtlicher Dinge in sich. Eine Rezitation des Gayatris singt förmlich zu Allem und übt daher gleichzeitig seine Schutzfunktion aus.

„ॐ भूर्भुवः स्वः । तत्सवितुर्वरेण्यं । भर्गो देवस्य धीमहि । धियो यो नः प्रचोदयात् ॥“

„auṃ/oṃ bhūr bhuvaḥ svaḥ । tát savitúr váreṇyaṃ । bhárgo devásya dhīmahi । dhíyo yó naḥ pracodáyāt ॥“

„Om, Erde (bhūr) Luftraum (bhuvaḥ), Himmel (svaḥ)! Lasst uns das höchste, unbeschreibbare, göttliche Sein (tat) verehren (varenyam), die schöpferische, lebensspendende Kraft, die sich in der Sonne (Savitur) kundtut. Lasst uns über das strahlende Licht (bhargo) Gottes (devasya) meditieren (dhimahi), welches alles Dunkel, alle Unwissenheit, alle Untugenden vernichtet. Möge dieses (yo) Licht unseren (naḥ) Geist (dhiyo) erleuchten (pracodayat).“

#### 13. Kapitel – Die letzte Wahrheit findet sich nur im Selbst
Die ersten sechs Verse des 13. Kapitels beschreiben die Theorie des Himmels (स्वर्ग – svarga) manifestiert im menschlichen Körper, dessen Tore von den Augen, den Ohren, den Sprachorganen und dem Atem bewacht werden. Um den Himmel zu erreichen, ist es dringend notwendig, diese Türsteher auch wirklich zu verstehen. Die Chandogya Upanishad führt dann im 7. Vers weiter aus, dass letztendlich Himmel und höchste Welten nur in einem selbst existieren:

„अथ यदतः परो दिवो ज्योतिर्दीप्यते विश्वतः पृष्ठेषु सर्वतः पृष्ठेष्वनुत्तमेषूत्तमेषु लोकेष्विदं वाव तद्यदिदमस्मिन्नन्तः पुरुषे ज्योतिः ॥ ३.१३.७ ॥“

„atha yadataḥ paro divo jyotirdīpyate viśvataḥ pṛṣṭheṣu sarvataḥ pṛṣṭheṣvanuttameṣūttameṣu lokeṣvidaṃ vāva tadyadidamasminnantaḥ puruṣe jyotiḥ“

„Und höher als dieser Himmel scheint das Licht, hoch über dieser Welt und auch höher als alles in der höchsten vorstellbaren Welt – genau diese Leuchtkraft findet sich auch im menschlichen Wesen.“

Die Prämisse, dass der menschliche Körper die himmlische Welt in sich trägt und dass Brahman – die höchste letztendliche Wahrheit – mit dem Selbst (Atman) im Menschen identisch ist, stellt die Grundlage der Vedanta-Philosophie dar. Das 13. Kapitel fährt im 8. Vers fort, einen Beweis für diese eingangs aufgestellte Behauptung zu liefern. Der menschliche Körper ist voller Wärme, das unterlagernde Prinzip dieser Wärme findet sich jedoch versteckt im Brahman. Friedrich Max Müller bemerkt hierzu, dass diese Argumentation als etwas dürftig und unvollständig erscheinen mag, sie zeigt aber dennoch, dass sich der vedische Geist ausgehend vom Offenbarungsdenken zu einem auf Fakten beruhenden Verstand hin entwickelt hatte. Die Brahman-Atman-Gleichstellung wird dann im 14. Kapitel bewusster weiter entwickelt.

#### 14. Kapitel – Sandilya Vidya – Das individuelle Selbst und das unendliche Brahman sind von gleichem Wesen, das Selbst ist Gott ähnlich
Im 14. Kapitel des 3. Buches präsentiert die Chandogya Upanishad die Śāṇḍilya-Doktrin (शाण्डिल्य). Laut Paul Deussen ist dies mit Vers 10.6.3 des Shatapatha Brahmanas womöglich die älteste Passage, in der die Grundlagen der Vedanta-Philosophie voll zum Ausdruck kommen – das Selbst im Menschen (der Atman) ist vorhanden, das Brahman ist mit diesem Atman identisch und daher befindet sich Gott ebenfalls im Menschen. Mehrere Aussagen des 14. Kapitels wurden von späteren Schulrichtungen des Hinduismus, aber auch in modernen Studien über indische Philosophie mehrmals aufgegriffen, darunter
- Die ganze Welt besteht aus Brahman. Es sollte in innerer Ruhe und Ausgeglichenheit als tajjalān (तज्जलान्) verehrt werden – von dem alles ausging, in das alles eingeht und das alles unterhält/beatmet. Ohne Zweifel besteht der Mensch aus kratumaya (क्रतुमय – Entschlusskraft, Wille, Zielausrichtung). Was aus dem Menschen nach seinem Ableben wird, nachdem er von hier fortgegangen ist, steht im Einklang mit seinem Willen im Diesseits.
- Er sollte daher folgenden Entschluss fassen: dieses mein Selbst (atman) liegt tief in meinem Herzen verborgen. Es ist mein Geist. Die Lebensfunktionen (prana) sind seine physische Manifestation. Seine Erscheinung ist voller Leuchtkraft. Das Wahrhafte liegt in seiner Absicht. Raum ist sein Wesen. Es beinhaltet sämtliche Handlungen, Begierden, Gerüche und Geschmäcke. Es hat die gesamte Welt inkorporiert. Es bleibt stumm und unbekümmert.
- Das Selbst ist kleiner als ein Reis oder Gerstenkorn, kleiner als ein Senfsamen, ja selbst kleiner als ein Hirsenkorn. Dennoch ist es größer als die Erde, größer als das Firmament und alles was dazwischenliegt, ja selbst größer als alle Welten zusammengenommen. Das Selbst ist Brahman. Wer davon vollkommen überzeugt ist, wird laut Śāṇḍilya nach seinem Ableben darin eingehen.

Die Lehren der Śāṇḍilya-Doktrin tauchten erneut Jahrhunderte später (im 3. Jahrhundert) in den Worten Plotins – eines neuplatonischen antiken Philosophen – wieder auf (Enneades, 5.1.2).

#### 15. Kapitel – Das Universum ist eine unvergängliche Schatztruhe
Im 15. Kapitel des 3. Buches behauptet die Chandogya Upanishad, dass das Universum eine Schatztruhe und gleichzeitig ein Refugium für den Menschen darstellt. Diese Schatztruhe wird im 1. Vers des 15. Kapitels als Behältnis sämtlichen Reichtums und generell sämtlicher Dinge und im 3. Vers als unvergänglich bezeichnet. Die Verse 4 bis 7 führen aus, dass dieses Universum und die Veden das beste Refugium der Menschen sind. Das 15. Kapitel enthält weiters die Glückverheißung zur Geburt eines Sohnes.

#### 17. Kapitel – Das Leben ist ein Fest und persönliche Ethik seine Dreingabe

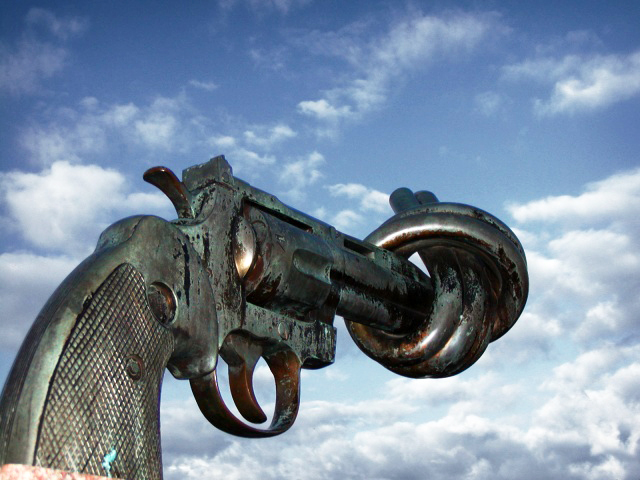
Skulptur zur Gewaltlosigkeit von Carl Fredrik Reuterswärd

Das 17. Kapitel beschreibt das Leben als eine Soma-Feier, dessen Dreingabe (दक्षिण – dakṣiṇa) aus moralischem Verhalten und ethischen Prinzipien besteht – hierin eingeschlossen Gewaltlosigkeit, Wahrhaftigkeit und keine Scheinheiligkeit, Mildtätigkeit gegenüber anderen sowie ein einfacher Lebensstil voller Innenschau. Dies ist eine der frühesten Erwähnungen von Ahimsa (अहिंसा – ahiṃsā) als ethischer Lebensfaden. Dieses Prinzip sollte dann später im Hinduismus zur höchsten Tugend aufsteigen.

„अथ यत्तपो दानमार्जवमहिंसा सत्यवचनमिति ता अस्य दक्षिणाः ॥ ३.१७.४ ॥“

„atha yattapo dānamārjavamahiṃsā satyavacanamiti tā asya dakṣiṇāḥ“

„Somit sind Genügsamkeit, Mildtätigkeit, Aufrichtigkeit, Gewaltlosigkeit und Wahrhaftigkeit die Dreingaben des Lebens“

Die Metapher der Soma-Feier wird anhand der verschiedenen Stufen einer Opferfeuerzeremonie oder Yajna (यज्ञ – yajña) erläutert. Die Strauchelungen des Individuums wie beispielsweise Hunger, Durst und Trübsal sind laut der Upanishade mit Diksha (दीक्षा – dīkṣa), dem Einweihungsstadium einer Zeremonie, zu vergleichen. Der Wohlstand eines Individuums, der sich in Essen, Trinken und Lebensgenuss ausdrückt, ist vergleichbar mit Upasada (उपसद), dem gemeinsamen rituellen Verzehr von geopferten Speisen. Ein genussvolles Leben wird im 3. Vers des 17. Kapitels den Stutas (स्तुत) und Śastras (शस्त्र) gleichgesetzt – bei einer Soma-Feier rezitierte und vertonte Hymnen. Der Tod des Individuums schließlich ist wie eine Ablution nach vollzogener Zeremonie.
Kapitel 16 und 17 enthalten ferner zwei weitere Aussagen. Im 7. Vers des 16. Kapitels wird das normale menschliche Lebensalter mit 116 Jahren angegeben und in drei Stufen von je 24, 44 und 48 Jahren unterteilt. Der 6. Vers des 17. Kapitels erwähnt Krishna Devakīputra (कृष्ण देवकीपुत्र) als einen Schüler des Weisen Ghora Aṅgirasa (घोर अङ्गिरस). Ob es sich hier tatsächlich um den Gott Krishna handelt, soll dahingestellt bleiben. Jedenfalls lehrte Ghora folgende Hymne für einen im Sterben liegenden:
- Du bist akṣitam asi – unvergänglich (अक्षित)
- Du bist acyutam asi – unwandelbar (अच्युत)
- Du bist prāṇasaṃśitam asi – vollendete Lebensessenz (प्राणसंशित).

### Viertes Buch (4. Prapāṭhaka)

#### 1. bis 3. Kapitel - Samvargavidya
Das 4. Buch der Chandogya Upanishad eröffnet in den ersten beiden Kapiteln mit der Geschichte über König Jānaśruti (जानश्रुति) und Raikva (रैक्व), dem Mann mit dem Karren. Ihre Moral wird im 3. Kapitel als Saṃvarga Vidya (संवर्ग विद्य - verzehrendes, bündelndes, absorbierendes Wissen) zusammengefasst. Laut der Upanishade verzehrt Luft göttliche Eigenschaften wie Feuer, die Sonne bei Sonnenuntergang, den Mond bei Monduntergang und einrocknendes Wasser. Analog absorbiert beim Menschen der Lebensatem Prāṇa während des Schlafs seine internen göttlichen Sinne, die in Augen, Ohren und dem Geist ihren Ausdruck finden. Der Saṃvarga Vidya findet sich auch in anderen vedischen Texten wie beispielsweise im Shatapatha-Brahmana (Vers 10.3.3) oder im 2. Buch, Kapitel 12 und 13, der Kaushitaki-Upanishad. Paul Deussen meint, dass die tieferliegende Bedeutung des Saṃvarga Vidyas in seiner Widerspiegelung von kosmischen Phänomenen in der jeweiligen individuellen Physiologie zu sehen ist – der Mensch sollte sich daher als wesenseins mit dem Weltall und seinen sämtlichen Bewohnern wissen.
In der Geschichte wird König Jānaśruti als ein sehr frommer und großzügiger Mensch dargestellt, welcher in seinem Königreich für die Einwohner Gasthäuser errichtete. Dennoch wusste er nichts über Brahman/Atman. Der Karrenmann Raikva war sehr arm und wurde von einem Hautleiden geplagt, jedoch war er mit dem Wissen von Brahman/Atman vertraut und war sich klar darüber, dass sein eigenes Selbst mit sämtlichen anderen Wesen identisch war. Der reiche, großzügige König wird hier aber von Raikva als Ṡūdra (शूद्र - Angehöriger der 4. Kaste) bezeichnet, Raikva selbst ist jedoch als Brāhmaṇa anzusehen, da er das Wissen vom Brahman besaß. Aus dieser Geschichte geht somit hervor, dass Wissen wertvoller ist als Reichtum und Macht. Dem König hungerte nach Wissen, so sehr, dass er bereit war, von den Allerärmsten zu lernen. Paul Deussen bemerkt hierzu, dass diese rätselhafte Geschichte an dieser Stelle irgendwie vollkommen fehl am Platze ist.

#### 4. bis 9. Kapitel - Die Erziehung des Satyakāmas
In den Kapiteln 4 bis 9 wird die symbolische Geschichte von Satyakāma (सत्यकाम), dem Sohn von Jābāla (जाबाल), erzählt. Seine Mutter enthüllt ihm, dass sie sich seines Vaters nicht sicher ist. Der wissensdurstige Junge sucht dann den Weisen Gautama (गौतम), den Sohn des Hāridrumata (हारिद्रुमत), auf und bittet ihn, in seine Schule als Brahmacharya aufgenommen zu werden. Der Weise fragt ihn daraufhin nach seiner Herkunft. Satyakāma antwortet, dass er sich seiner Herkunft nicht sicher ist, da seine Mutter nicht weiß, wer sein Vater ist. Der Weise bemerkt dann die Ehrlichkeit des Jungen und erkennt ihn als Brāhmaṇa an, als einen wahrhaftig nach dem Brahman Suchenden. Er nimmt ihn daher in seine Schule auf.
Der Weise beauftragt sodann Satyakāma, seine 400 Kühe zu hüten und erst wiederzukommen, wenn sie sich auf 1.000 vermehrt hatten. Allegorisch werden anschließend die Unterredungen Satyakāmas mit einem Ochsen, einem Feuer, einem Schwan (हंस - haṃsa ) und einem Tauchvogel (मद्गु - madgu) geschildert. Hierbei handelt es sich um Symbole für Vayu, Agni, Adityas und Prāṇa. Das Feuer und die Tiere lehren Satyakāma, dass das Brahman sowohl in den vier Himmelsrichtungen (Norden, Süden, Osten und Westen), in den irdischen Sphären (Erdoberfläche, Atmosphäre, Himmel und Weltmeer) als auch im Menschen (Atem, Augen, Ohren und Geist) zugegen ist. Satyakāma kehrt mit 1.000 Kühen zum Weisen zurück und lernt bescheiden über die restliche Natur des Brahmans.
Bemerkenswert an dieser Geschichte ist die Aussage, dass für einen Studenten des Brahmans nicht seine Abstammung, sondern seine Aufrichtigkeit ausschlaggebend ist. In ihr wird auch mehrmals Bhagavan als Anrede des Lehrers verwendet.

#### 10. bis 15. Kapitel - Die Geschichte von Upakosala - Buße ist unnötig, das Brahman steht im Leben für Seeligkeit, Freude und Liebe
Die Kapitel 10 bis 15 des 4. Buches berichten von den Unterredungen des Schülers Upakosala (उपकोसल) mit seinem Lehrer, dem mittlerweile gealterten und zum Guru herangereiften Satyakāma. Bei ihm lernte Upakosala 12 Jahre als Brahmacharya. Es wird geschildert, wie Upakosala sich mit den drei Opferfeuern (Dakṣiṇāgni – दक्षिणाग्नि, Gārhapatya – गार्हपत्य und Āhavanīya – आहवनीय) unterhält. Diese belehren ihn, dass Brahman die Essenz des Lebens darstellt, dass Brahman Freude und Seeligkeit vermittelt und dass Brahman unendlich ist. Brahman ist deswegen nicht durch deprimierende, schwere Buße erreichbar. Die Opferfeuer erklären weiter, dass sich die Offenbarungen Brahmans überall in der empirisch erfahrbaren Welt finden lassen. Im 15. Kapitel fügt dann Satyakāma hinzu:

„Die Person im Auge – sie ist der Atman (das Selbst). Unsterblich und frei von Angst – Brahman“

Wie lässt sich das Selbst erfahren? Nur mit absoluter Selbstbeherrschung. Das Wesen muss besänftigt sein und die Sinne müssen vollkommen nach innen gekehrt werden, weg von der Außenwelt. Sodann erscheint das Selbst im Auge. Dieses Selbst ist unsterblich, furchtlos und riesig groß. Es ist Brahman.
Weiter führt die Upanishade in den folgenden Versen 4.15.2 und 4.15.3 aus, dass der Atman auch eine Festung der Liebe, ja einen Initiator von Liebe darstellt und dass er alles, was Liebe erweckt, zusammenführt und in sich vereinigt.

### Fünftes Buch (5. Prapāṭhaka)

#### 1. und 2. Kapitel - Das Edelste und Beste
Das fünfte Buch der Chandogya Upanishad beginnt ihr erstes Kapitel mit folgender Erklärung:

„यो ह वै ज्येष्ठं च श्रेष्ठं च वेद ज्येष्ठश्च ह वै श्रेष्ठश्च भवति प्राणो वाव ज्येष्ठश्च श्रेष्ठश्च ॥ ५.१.१ ॥“

„yo ha vai jyeṣṭhaṃ ca śreṣṭhaṃ ca veda jyeṣṭhaśca ha vai śreṣṭhaśca bhavati prāṇo vāva jyeṣṭhaśca śreṣṭhaśca“

„Wenn ein Mensch das Ursprünglichste und Beste erfahren hat, so wird er selber zum Ursprünglichsten und  Besten. Fürwahr prāṇa sitzt am Ursprung und ist unübertroffen.“

Das erste Kapitel fährt dann mit einer Art Fabel fort, wobei jeder einzelnen Fähigkeit folgende Maximen zugeordnet werden:
- Wer mit Vorzügigkeit vertraut ist, wird selbst ausgezeichnet.
- Wer Stabilität kennt, wird selbst ausgeglichen.
- Wer um das Wesen des Erfolgs weiß, wird selbst erfolgreich.
- Wer seine Heimat in sich trägt, wird selbst zur Heimstätte anderer.

Dieser Vergleich findet sich auch in anderen Upanishaden. Er beschreibt die Rivalität zwischen den Augen, den Ohren, der Rede und dem Geist. Jede einzelne Fähigkeit behauptet von sich selbst, am ausgezeichnetsten, ausgeglichensten, erfolgreichsten und heimlichsten zu sein. Sie wenden sich schließlich an ihren Vater Prajapati, um herauszufinden, wer am edelsten und besten unter ihnen ist. Prajapati antwortet, dass es zweifellos diejenige ist, bei deren Nichtvorhandensein der Körper am meisten zu leiden hat. Jede der einzelnen Fähigkeiten verlässt sodann den Körper für ein Jahr, ohne diesen allzu sehr in Mitleidenschaft zu ziehen. Als sich jedoch der Lebensatem prāṇa anschickt, sich zu verabschieden, flehen ihn alle anderen an, dass er doch bleiben möge. Somit gestehen sie ein, dass das Lebensprinzip ihnen allen Kraft verleiht.
Im zweiten Kapitel werden unter anderem der Nutzen von kaṃsa (कंस – metallenes Opfergefäß für geklärte Butter bei der Homa-Zeremonie) und camasa (चमस – Trinklöffel des Somasafts) bei Ritualen vorgestellt.

#### 3. bis 10. Kapitel – Die Lehre der fünf Feuer und der zwei Pfade
Im 3. bis 10. Kapitel der Chandogya Upanishad wird Pancagnividya (पञ्चाग्नीन्वेद – pañcāgnīn veda) erläutert – die Doktrin der fünf Feuer und der zwei Pfade des jenseitigen Lebens. Nahezu identisch sind Vers 14.9.1 des Shathapatha Brahmana, das 2. Kapitel der Brihadaranyaka-Upanishad und das 1. Kapitel der Kaushitaki-Upanishad. Laut Paul Deussen weist das Auftauchen dieser Doktrin in mehreren alten Schriften darauf hin, dass die zugrundeliegende Idee älter als die Texte sein muss und ein etabliertes und wichtiges Konzept im damaligen kulturellen Gefüge darstellt. Dennoch bestehen Unterschiede, insbesondere was die Reinkarnation in unterschiedlichen Kasten anbelangt. Dass das jeweilige Verhalten (ob gut oder schlecht) im vorangegangenen Leben die Wiedergeburt festlegt, dürfte wohl nur für die Chandogya Upanishad spezifisch sein.
Die zwei Pfade des jenseitigen Lebens sind Devayāna (देवयान) – der Pfad der Devas (göttliche Wesen) – und Pitṛyāna (पितृयान) – der Pfad der Vorväter. Der Pfad der Vorväter bleibt denen vorbehalten, die ein Leben erfüllt von Ritualen, Opferzeremonien, sozialen Dienstleistungen und Spenden führen. Sie betreten den Himmel, bleiben dort aber nur so lange, wie es ihre Verdienste im gerade vollendeten Leben erlauben. Sie kehren sodann zur Erde zurück und werden je nach ihrem Benehmen im vorangegangenen Leben als Reis, Gräser, Bäume, Sesam, Bohnen, Tiere oder Menschen wiedergeboren. Der Pfad der göttlichen Wesen ist für die bestimmt, die ein Leben voller Wissen leben, oder die im Wald als Vanaprastha (वनप्रस्थ – im Wald lebender Einsiedler) verweilen und dort nach Wissen, Zuversicht und Wahrhaftigkeit streben. Sie kehren nicht wieder, sondern gehen im Jenseits ins Brahman ein.
Unsere gesamte Existenz ist ein Kreislauf des Feuers – so weiter im Text – und dieser besteht aus fünf Feuern. Der erste Feueraltar ist der Kosmos, dessen Brennstoff die Sonne ist, aus der der Mond hervorgeht. Der zweite Altar sind die Wolken, deren Brennstoff die Luft darstellt und aus der Regen entsteht. Der dritte Altar ist die Erde, deren Brennstoff auf Zeit begründet, aus der alljährlich zu erntende Nahrung heranwächst. Der vierte Altar ist der Mann, dessen Brennstoff auf der Rede beruht, aus der sich Samen bildet und der fünfte Altar ist die Frau, deren Brennstoff in der Gebärmutter liegt, aus der das Neugeborene entwächst. Im zehnten Monat kommt das Kind zur Welt, es durchlebt seine Lebensspanne und kehrt nach seinem Tod zum Feuer zurück, aus dem es hervorgegangen war.
Der Vers 5.10.8 bietet zwei zusätzliche Aussagen. Neben dem Pfad der Devas und der Vorväter eröffnet er Kleinlebewesen wie Fliegen, Insekten und Würmern einen dritten Weg. Ferner wird behauptet, dass die Wiedergeburt die Ursache ist, warum das Jenseits (bzw. die Welt, in der sich die Lebewesen nach ihrem Ableben aufhalten) sich nie überfüllt. Mit diesen Aussagen wird versucht, Rationalisierungen und Herausforderungen der kuriosen Reinkarnationstheorie einen Riegel vorzuschieben.

#### 11. bis 24. Kapitel – Wer ist unser Selbst (Atman) und was ist Brahman?
Das Kapitel 11 des 5. Buches inszeniert fünf Erwachsene, die nach Weisheit suchen. Die fünf Erwachsenen werden als verdiente Haushälter und große Theologen dargestellt. Sie kamen zusammen, um die Fragen, was unser Selbst ausmacht und was die eigentliche Natur des Brahmans ist, zu erörtern. Die fünf Haushälter suchen daraufhin den Weisen Uddālaka Āruṇi (उद्दालक अरुणी) auf. Dieser räumt jedoch ein, dass sein Wissen hierfür nicht ausreiche und sie daher besser den König Aśvapati (अश्वपति) aufsuchen sollten. Der Sohn von Kekaya (केकय) wisse über Ātman (आत्मन्) Vaiśvānara (वैश्वानर) Bescheid. Als die nach Wissen Durstenden beim König eintreffen, empfängt er sie in allen Ehren und beschenkt sie. Die fünf Haushälter befragen sodann den König nach dem Vaiśvānara-Selbst.
Des Königs Antwort wird als Doktrin des Ātman Vaiśvānara bezeichnet (Vaiśvānara bedeutet einer unter vielen). Diese Doktrin taucht auch in anderen antiken indischen Texten auf, so z. B. im Vers 10.6.1 des Shatapatha Brahmanas. Ihr Kern kreist um das innere Feuer, das Selbst, das universell und in allen Menschen vorhanden ist, ob in Freund oder Feind, ob in Gut oder Schlecht.
Bemerkenswert in diesen Kapiteln ist auch die Idee von der Einheit des Universums. Diese Einzigartigkeit und Einheit spiegelt sich auch im Menschen und in sämtlichen Lebewesen wider. Die Einheitsidee – sich selbst in anderen wiederzuerkennen und das Brahman im Selbst und das Selbst im Brahman zu vergegenwärtigen – wurde dann später zu einer grundlegenden Prämisse der Vedantatheologen.

### Sechstes Buch (6. Prapāṭhaka)

#### 1. bis 8. Kapitel – Der Ātman existiert - Śvetaketu empfängt den Schlüssel allen Wissens - Tat Tvam Asi

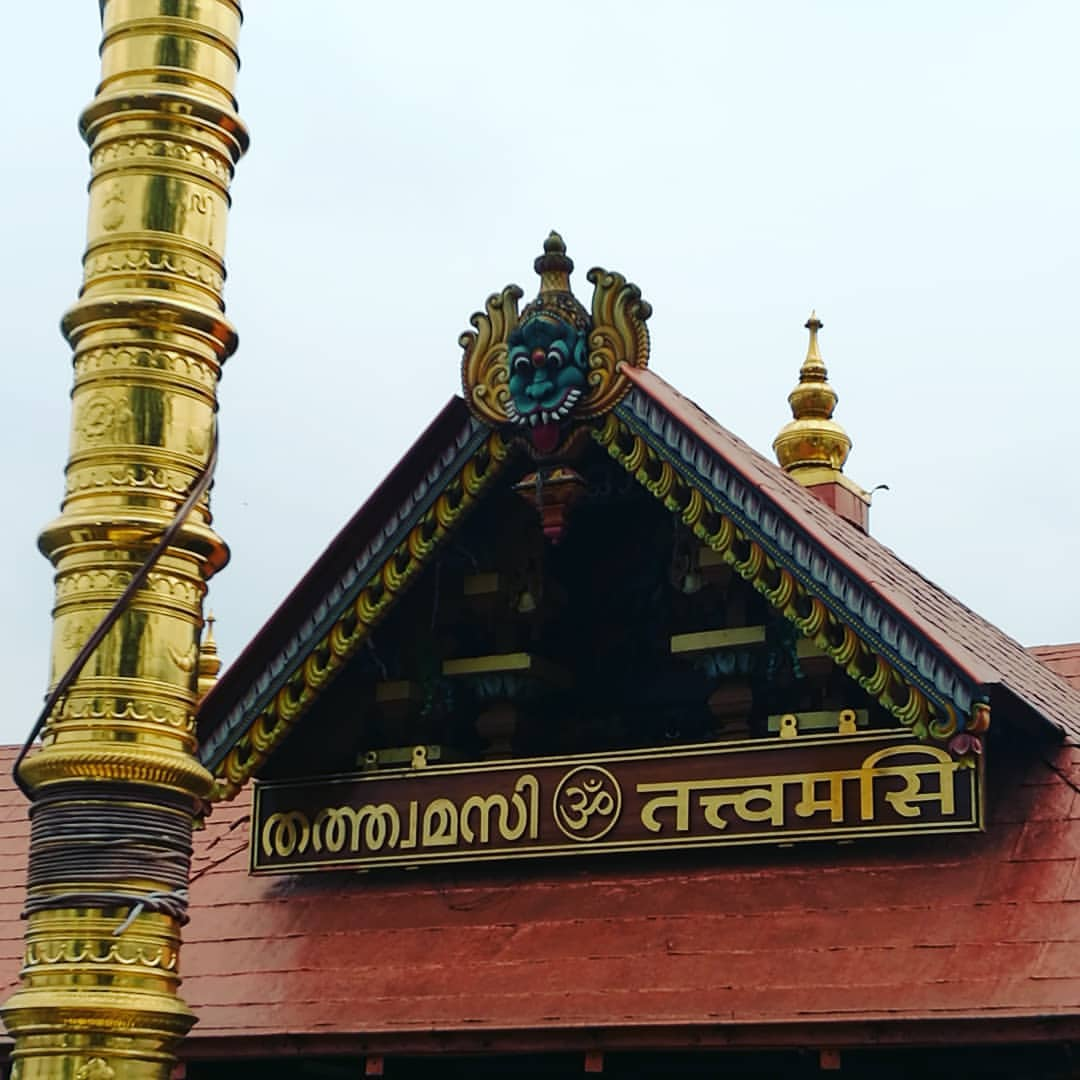
Sabarimala-Tempel in Kerala mit Tat Tvam Asi als Aufschrift in Malayalam und in Sanskrit, dazwischen Om

Das sechste Buch der Chandogya Upanishad enthält den berühmten Aphorismus Tat Tvam Asi (तत्त्वमसि – das bist du). Von Sanskritkennern wird er als Essenz und als einer der wichtigsten Lehrsätze der Upanishaden erachtet. In den Kapiteln 8 bis 16 des sechsten Buches wird der Aphorismus erneut neun Mal in folgender Form wiederholt:
.

„स य एषोऽणिमैतदात्म्यमिदँ सर्वं तत्सत्यँ स आत्मा तत्त्वमसि श्वेतकेतो“

„sa ya eṣo'ṇimaitadātmyamidaṃ sarvaṃ tat satyaṃ sa ātmā tattvamasi śvetaketo“

Hierzu vier Übersetzungen:

„Dieses Universum besteht aus der feinsten Essenz, es ist real, es ist das Selbst – und das bist du, Śvetaketu“

„Das was am feinsten ist, das hat die gesamte Welt als ihr Selbst. Dies ist Realität, dies ist der Ātman und der bist du, Śvetaketu“

„Dieses Feinstoffliche besitzt die gesamte Welt wahrlich als ihr Selbst. Und auch du bist dieses Selbst, Śvetaketu“

„Das Selbst der gesamten Schöpfung beruht auf feinstofflicher Energie. Diese ist fürwahr der Ātman. Und dein Selbst ist genauso (aufgebaut), Śvetaketu“

Wichtig in diesem Zusammenhang sind die beiden Begriffe Satya (सत्य das, was ist, Realität, Wahrheit) und Aṇimā (अणिमा). Letzterer bezeichnet ein winziges Elementarteilchen und beschreibt eine der acht yogischen Eigenschaften, sich in kleinste Dimensionen zurückziehen zu können.
Das Tat Tvam Asi entstammt einer Unterredung zwischen Vater Uddālaka Āruṇi und seinem mittlerweile 24-jährigen Sohn Śvetaketu Āruṇeya (श्वेतकेतु – weißes Lichtwesen, zum Āruṇi gehörend). Der Vater hatte seinen Sohn zur Schule geschickt, da niemand aus unserer Familie jemals die Schule besucht hat. Śvetaketu kehrt nach abgeschlossener 12-jähriger Schulzeit wieder zurück nach Hause. Der Vater fragt ihn sodann, ob er in der Schule gelernt hat, wie wir Nicht-Wahrnehmbares dennoch bemerken und wie wir mit uns Nicht-Bekanntem dennoch vertraut sind. Śvetaketu muss passen und fragt seinen Vater um Aufklärung. Dieser erklärt dann in den folgenden 16 Kapiteln:
Die Essenz von Ton, Gold, Kupfer und Eisen kann verstanden werden, wenn wir einen reinen Klumpen Ton, Gold, Kupfer oder Eisen näher untersuchen. Gegenstände, die aus diesen Materialien gefertigt sind, ändern nichts an der Essenz dieser Substanzen, sie verwandeln nur ihre jeweilige Form. Um etwas zu verstehen, müssen wir uns ganz analog seines Wesenskerns annehmen, um die verschiedenen Manifestationen richtig einzuordnen.
Im 2. Kapitel behauptet Uddālaka, dass zwischen den Menschen die Meinungen über die Entstehung des Universums weit auseinandergehen. Gab es am Anfang nur Sat (सत् - Wahrheit, Wirklichkeit, Dasein, Existenz) ohne irgendetwas anderes, oder herrschte nur A-sat (असत् - Nichtsein, Nichtexistenz) ohne Einschränkungen? Er fügt hinzu, dass es schwierig sei sich vorzustellen, wie das Universum aus dem Nichts hervorgegangen sein soll. Für ihn gab es damit zu Beginn nur Sat ohne Abstriche. Vom Sat ging Wärme aus, welche es ausdehnte und vermehrte. Die ausgegangene Wärme wollte ihrerseits expandieren und erzeugte als Folgeerscheinung Wasser. Das Wasser wollte sich ebenfalls vermehren und schuf dadurch Nahrung.
Im 3. Kapitel vertritt Uddālaka die Ansicht, dass Leben auf dreierlei Weise entsteht: aus Eiern, durch Geburt und aus Samen. Laut der Upanishade tritt Sat hinzu und verleiht Individualität. Wärme, Nahrung und Flüssigkeit brauchen alle Lebewesen, ganz unabhängig von der Art wie sie geboren werden. Hierzu meint die Upanishade in den Kapiteln 4 bis 7, dass eine jede dieser lebenswichtigen Ingredienzen seinerseits aus drei Bestandteilen zusammengesetzt ist: einer groben, einer mittleren und einer feinen Essenz. Die Grobe wird ausgeschieden, die Mittlere erbaut den Körper und die Feine nährt den Geist. Im 7. Kapitel wird ausgesagt, dass der Geist vom Körper und von gesunder Nahrung abhängig ist, der Atem braucht einen wohl hydrierten Körper, die Stimme aber Körperwärme. Bei Nichtvorhandensein dieser Faktoren werden die Körperfunktionen unterbunden.
Nachdem er seine Prämissen aufgestellt hat, setzt Uddālaka aber noch hinzu, dass keine der angesprochenen Qualitäten (Wärme, Nahrung, Flüssigkeit, Geist, Atem und Stimme) ein Lebewesen ausmacht, inspiriert oder aufrechterhält, vielmehr ist dies das innewohnende Sat-Prinzip. Diese immerwährende Wahrheit ist Heimstätte, Kern und Wurzel eines jeden Lebewesens. In den Versen 6.8.3 bis 6.8.5 sagt die Upanishade, es sei nicht richtig zu behaupten, es gäbe weder Wurzel noch Kern für das Lebewesen, denn alles hat eine Ursache. Sat, das Seiende, ist die Wurzel, ist die Essenz des Selbst und verbirgt sich im Kern alles Lebendigen. Dieses Wahre, dieses Reale, dies ist das Selbst - und das bist du, Śvetaketu. Das 8. Kapitel endet somit im Mahavakya (महावाक्य – mahāvākya – großer Ausspruch) Tat Tvam Asi.

#### 9. bis 16. Kapitel – Die Welt bildet ein einheitliches Ganzes, immanente Wirklichkeit und die Rolle des Menschen darin
Im 9. Kapitel führt die Upanishade aus, dass alle Individuen miteinander verknüpft sind und eine Einheit bilden. Die innerste Essenz aller Lebewesen ist die Gleiche und die gesamte Welt formt eine einzige Wahrheit, eine einzige umfassende Realität und somit ein einziges Selbst.
Lebewesen sind wie Flüsse. Sie entspringen in den Bergen, fließen nach Osten und Westen, enden aber alle im Meer. Sie gehen somit im Meer auf und stellen fest, dass sie voneinander nicht verschieden sind, sondern eine Einheit bilden. Im 10. Kapitel meint Uddālaka, dass für sämtliche Menschen und Tiere die Stunde schlägt, in der ihnen allen bewusst wird: Meine Abgegrenztheit ist illusorisch. Ich bin vielmehr Teil einer einzigen Wahrheit, einer einzigen Wirklichkeit und die gesamte Welt bildet einen einzigen Ātman.
Lebewesen sind auch wie Bäume, sagt die Upanishade. Werden sie gestoßen und verletzt, so sondern sie Harz ab, leben aber in ihrem prächtigen Selbst verankert weiter wie zuvor. Es ist der Ātman, der trotz allen zugefügten Leids, den Menschen antreibt, sich wieder zu erheben, weiter zu leben und dieses Weiterleben zu preisen. Der Körper stirbt, aber das Leben geht weiter.
Im 13. Kapitel wird geäußert, dass Selbst und Körper sich wie Salz und Wasser zueinander verhalten. Salz löst sich im Wasser auf und, obwohl es unsichtbar bleibt, ist es dennoch überall im Wasser vorhanden. Einmal gelöst ist es immer zugegen, und daran ändern Manipulationen nur wenig. Gleichermaßen ist auch das Sat-Prinzip immer vorhanden und das Sat ist nichts anderes als das Selbst, die bestehende essentielle Wirklichkeit.
Die Upanishade behandelt im 14. Kapitel des Menschen Streben nach Selbstkenntnis und Selbstverwirklichung. Hierbei stellt sie einen Vergleich an: ein Mensch aus Gāndhāra (गान्धार – das jetzige Kandahar) wird mit verbundenen Augen von zuhause fortgeführt. Er gelangt in einen menschenleeren Wald reich an köstlichen Früchten aber auch voller Gefahren. Hier lebt er vollkommen umnachtet, bis es ihm eines Tages dann doch gelingt, die Augenbinde abzunehmen. Er gelangt schließlich wieder aus dem Wald und findet auch Ortskundige, die ihm den Weg nach Gāndhāra weisen. Er folgt ihrem Rat und setzt dann seinen Rückweg alleine fort. Wieder zuhause wird er glückseelig.
Kommentatoren der Chandogya Upanishad erklären diese Metapher wie folgt: des Menschen zuhause stellt das Sat (Wahrheit, Wirklichkeit, Brahman, Ātman) dar, der Wald aber steht für die empirische Existenz- und Erfahrenswelt. Das Von-Zuhause-Weggeführtwerden ist ein Symbol für impulsives, triebhaftes Leben und für gute wie schlechte Taten in der Welt. Die Augenbinde repräsentiert die impulsive Triebnatur. Ihr Abnehmen kommt dem Versuch gleich, den Wald hinter sich zu lassen und ernsthaft mittels Innenschau die Suche nach dem Sinn des Lebens zu beginnen. Die Richtungsweisenden sind spirituelle Lehrer, die bei diesem Unterfangen behilflich sind.

### Siebtes Buch (7. Prapāṭhaka)

#### 1. Kapitel – Vom Wissen der Außenwelt zum Wissen der Innenwelt

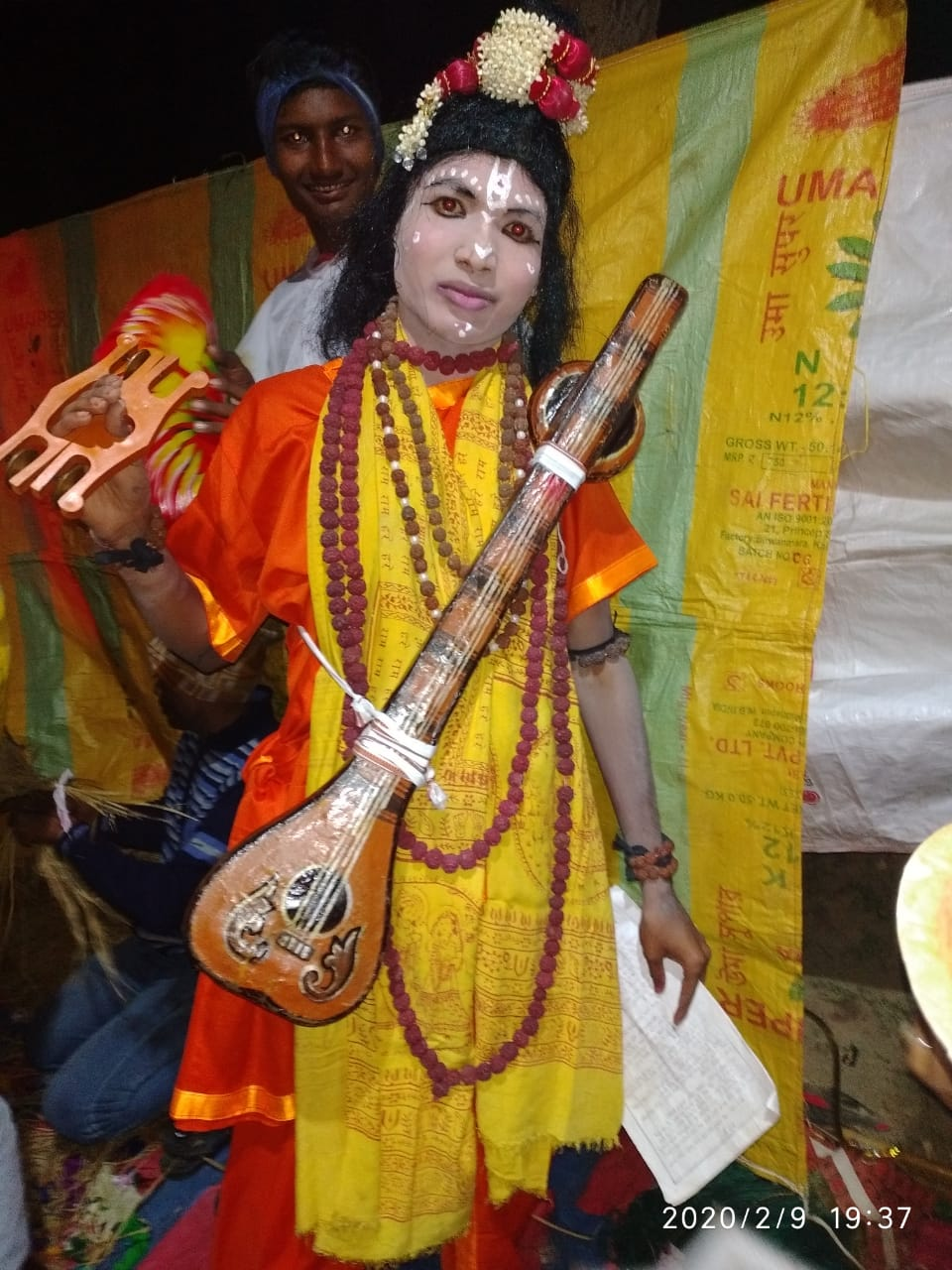
Ein Schauspieler in der Rolle Nāradas bereitet sich für eine Aufführung vor

Das 7. Buch der Chandogya Upanishad öffnet mit einer Unterredung zwischen Sanatkumara (सनत्कुमार – Sanatkumāra) und Narada (नारद – Nārada). Letzterer möchte, dass Sanatkumāra ihn über das Wissen vom Selbst belehrt, da ein jeder, der über das Selbst Bescheid weiss, gegenüber Leid und Sorgen gleichgültig wird.
Sanatkumāra will daher von Nārada zuerst wissen, was er bisher gelernt hat. Nārada antwortet, dass er den Rigveda, den Samaveda, den Yajurveda und den Atharvaveda studiert hat, aber darüber hinaus auch mit Geschichte, Epen, Mythen und alten Geschichten vertraut ist. Ferner kennt er alle Rituale, Grammatik, Etymologie, Astronomie, Chronologie, Mathematik und Politik, außerdem Ethik, Kriegskunst, Argumentationsweisen, Götter- und Geistergeschichten, Schlangenbeschwörung und schöne Künste. Nārada gesteht gleichzeitig ein, dass kein einziges dieser Sujets ihn je zur Selbsterkenntnis geführt hätten und er jetzt darüber Bescheid wissen wolle.
Hierzu meint Sanatkumāra, dass Nārada sich trotz all dieses weltlichen Wissens bisher nur am rein äußeren Aspekt, an Definitionen und am Namen der Dinge festgeklammert habe. Er solle ruhig dieses weltliche Wissen schätzen und in Ehren halten, aber dennoch den letztendlichen Meditationsgegenstand – Brahman – nicht aus den Augen verlieren. Nārada entgegnet, Sanatkumāra solle sich hierzu erklären und ihm aufzeigen, was besser als weltliches Wissen ist.
In den Kapiteln 2 bis 26 des 7. Buches präsentiert die Upanishade in den Worten Sanatkumāras eine hierarchische Abfolge progressiver Meditation – von nach außen gerichtetem weltlichen Wissen zu nach innen gerichtetem weltlichen Wissen, von beschränktem, aktualitätsbezogenem Wissen hin zu unbeschränktem Ātman-Wissen – als schrittweise Annäherung an das Selbst und somit an unendliche Glückseeligkeit.
Paul Deussen meint, dass diese Hierarchie etwas seltsam und verdreht erscheint. Womöglich sollten so auseinandergehende Ansichten der damaligen Zeit miteinander versöhnt und inkorporiert werden. Deussen bemerkt aber auch, dass die Abfolge in ihrer Gesamtheit vorzüglich und ausgezeichnet aufgebaut ist und eine erhobene Schau tiefstmenschlicher Natur einfordert.

#### 2. bis 15. Kapitel – Nāradas Belehrung über progressive Meditation

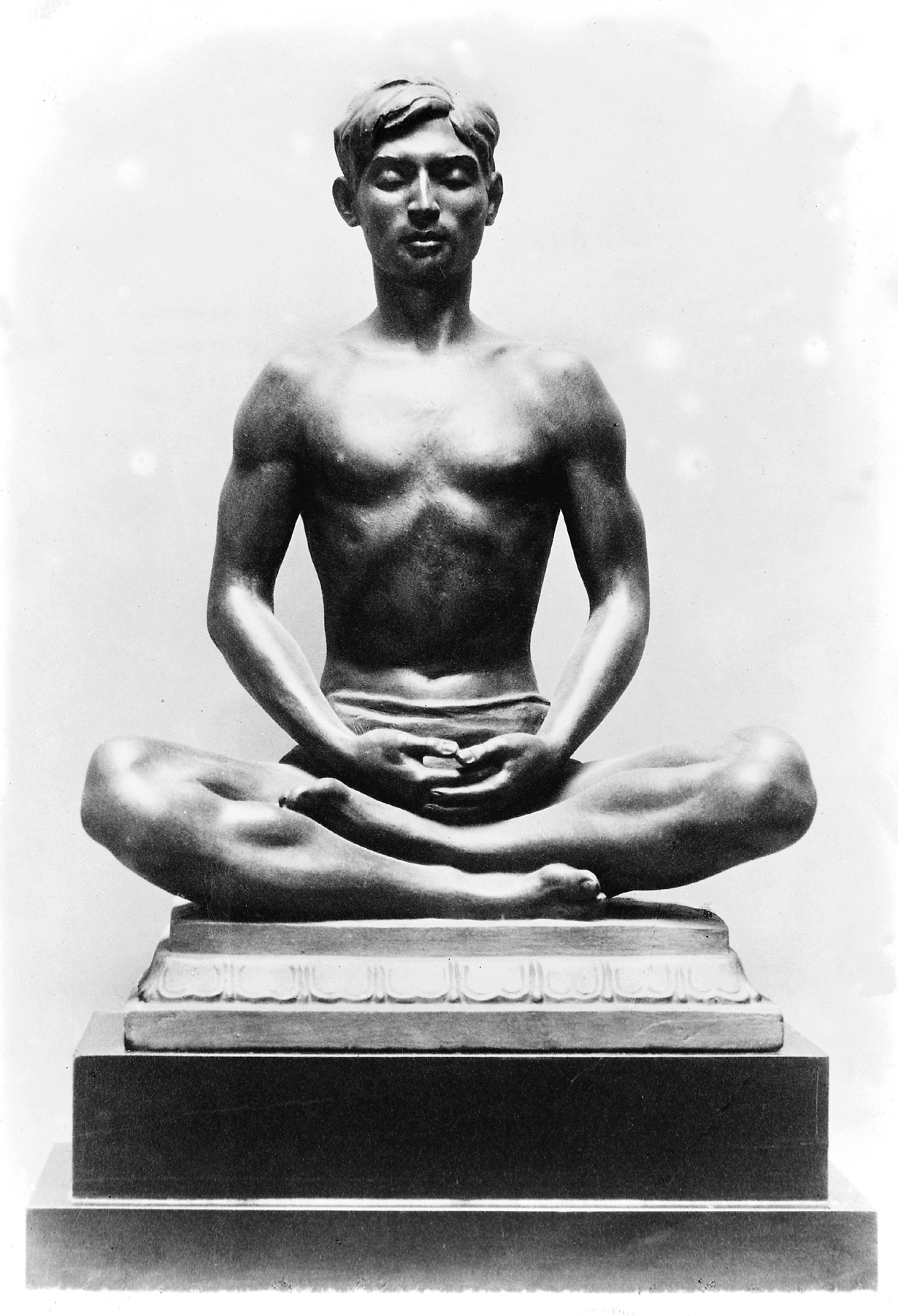
Bronzestatue eines in Meditation befindlichen Kashmiris. Im 7. Buch beschreibt die Chandogya Upanishad die fortschreitende Meditation als einen Weg zur Selbsterkenntnis.

In diesen Kapiteln wird die progressive, voranschreitende Meditation als Mittel zur Selbsterkenntnis dargestellt.
Diesen Evolutionsprozess lässt die Upanishade anhand der Kennzeichnung weltlichen Wissens mittels Namen (Nāma – नाम – Namen, Kennzeichen, Merkmal) als Aufhänger einsetzen. Vers 7.2.1 erklärt sodann, dass Rede (Vāc – वाच् – Rede, Sprache, Sprechen) Namen übertrifft. Denn Rede kommuniziert alles materielle Wissen und auch die Unterscheidung zwischen gut und schlecht, richtig und falsch, wahr und unwahr und zwischen angenehm und unangenehm. Ohne Sprache kann kein tieferes Wissen vermittelt werden. Aus diesem Grund sollte die Rede als eine Manifestation des Brahmans angesehen und folglich wertgeschätzt werden.
Das 3. Kapitel siedelt den Geist (Manas – मनस् – Geist, Wille) oberhalb der Rede an, da er alles in Rede und Namen enthaltene weltliche Wissen in sich einschließt (im indischen Denken sitzt der Geist im Herzen). Folglich ist der Geist eine Repräsentation Brahmans. Noch tiefer als der Geist geht jedoch laut dem 4. Kapitel die Willenskraft (Saṃkalpa – संकल्प – Wunsch, Verlangen, Vorsatz). Denn zur Willenskraft braucht es Geist, Rede und Namen. Daher ist die Willenskraft Brahman ebenbürtig und verehrenswert. Noch höher ist jedoch laut Kapitel 5 das Bewusstsein (Citta – चित्त – Bewusstsein, Denken, Vorstellungskraft). Denn durch Denken schärft der Mensch seine Willenskraft. Aus diesem Grund ist Bewusstsein mit Brahman gleichzusetzen. Oberhalb des Denkens steht Meditation (Dhyāna – ध्यान – Meditation, Reflexion, Nachsinnen) – so das Kapitel 6. In Meditation vertieft denkt der Mensch nach. Daher gilt Meditation als dem Brahman ebenbürtig. Aber noch tiefer als die Meditation geht im 7. Kapitel die Erkenntnis (Vijñāna – विज्ञान – Erkenntnis, Verstehen, praktisches Wissen). Ein verständiger Mensch setzt seine Meditation fort und sein Verstehen ehrt Brahman.
Sodann beschreibt die Chandogya Upanishad eine etwas ungewöhnliche Progression, die sich von den gängigen Lehren der anderen Upanishaden abhebt. Im 8. Kapitel heißt es beispielsweise, dass Stärke (Bala – बल – Stärke, Kraft, Wucht) die Erkenntnis übertrifft. Ein starker Mensch ist rein physisch verständnisvollen Menschen überlegen. Vers 7.8.1 sagt, dass die gesamte Welt allein auf ihrer eigenen inhärenten Stärke beruht. Daher muss auch sie als ein Ebenbild Brahmans gesehen werden. Laut Kapitel 9 ist Nahrung (Anna – अन्न – Nahrung, Speise) bedeutender als Stärke, da der Mensch erst durch richtige Nahrung stark wird. In Nahrung steckt daher Brahman. Kapitel 10 betont die übergeordnete Rolle von Wasser (Āpas – आपस् – Wasser). Ohne Wasser gibt es keine Nahrung, es kommt zu Hungersnöten und Lebewesen gehen zugrunde. Folglich ist Wasser als Repräsentant Brahmans verehrenswert. Noch höher ist laut Kapitel 11 die Wärme (Tejas – तेजस् – Wärme, Glanz, Glut, Hitze). Wärme vermischt sich in der Atmosphäre mit Wind und erzeugt Regenwasser. Auch Wärme muss demnach als Brahman verehrt werden. Jedoch über der Wärme ist der Raum (Ākāśa – आकाश – Raum, Weltraum, Luftraum) angesiedelt – so im 12. Kapitel. Im Raum weilen Sonne, Mond und Sterne und deren Energie – und somit Brahman.
Danach unternimmt die Upanishade eine abrupte Rückkehr zur Innenwelt des Menschen. Das 13. Kapitel sagt, dass die Erinnerung (Smara – स्मर – Erinnerung, Gedächtnis) noch tiefer geht als der Raum. Ohne Erinnerung ist das gesamte Universum für den Menschen belanglos und praktisch so gut wie nicht vorhanden. Daher muss die Erinnerung als ein Teil des Brahmans angesehen werden. Noch größeren Tiefgang als die Erinnerung besitzt jedoch die Hoffnung (Āśā – आशा – Hoffnung, Wunsch, Erwartung), so Kapitel 14. Denn es ist die Hoffnung, die das Erinnerungsvermögen weckt und den Menschen zum Handeln antreibt. Sie sollte daher als Brahman in Ehren gehalten werden. Noch tiefer als Hoffnung geht laut 15. Kapitel jedoch der Atem (Prāṇa – प्राण – Atem, Hauch). Der Atem als Lebensprinzip ist die Nabe all dessen, was den Menschen über seine Körperlichkeit hinweg ausmacht. Dies ist der Grund, warum ein Toter verbrannt wird, einem Lebenden jedoch alle Ehrung zuteilwird. Wer das Lebensprinzip kennt wird zu einem Ativādin – अतिवादिन्, jemand, der voll innerer Zuversicht ausgezeichnet redet.

#### 16. bis 26. Kapitel – Vom Ativādin zur Selbsterkenntnis
In den Kapiteln 16 bis 26 des 7. Buches präsentiert die Chandogya Upanishad eine Reihe von Aussagen, die Sanatkumāra Nārada mit auf den Weg gibt:
- deine Rede sei wahrhaftig, suche daher immer nach der Wahrheit (Satya – सत्य).
- deine wahrhafte Rede sei einsichtsvoll, trachte daher nach Verständnis (Vijñāna – विज्ञान)
- denke ehe du verstehst, versuche nachzudenken (Mati – मति)
- habe Zuversicht ehe du nachdenkst, werde voller Glauben (Śraddhā – श्रद्दधा)
- werde produktiv ehe du glaubst, besinne dich auf Beständigkeit (Nistiṣṭhati – निस्तिष्ठति)
- sei aktiv ehe du produktiv wirst, konzentriere dich daher auf deine Tätigkeit (Kṛti – कृति)
- werde glücklich ehe du handelst, strebe nach einem reibungslosen Ablauf (Sukha – सुख).

Glückseeligkeit bedeutet nichts anderes als unbegrenzte Vollkommenheit (Bhūmā – भूमा). Mangel stellt keinen Reichtum dar. Werde daher vollkommen.
Und Fülle bedeutet wahrlich, nichts anderes mehr zu sehen, zu hören oder wahrzunehmen. Sie basiert auf den eigenen Verdiensten – vielleicht aber auch auf anderen Eigenschaften. Die Menschen hier sehen Rinder, Sklaven, Bauernhöfe und Häuser als etwas Großartiges und Erstrebenswertes an. Ich teile diese Ansicht nicht, denn sie alle hängen voneinander ab. Fülle und Ich aber sind identisch, beide finden sich in allen vier Himmelsrichtungen und erstrecken sich über die gesamte Welt. Wer dies so sieht und auch so erfährt, wer Freude am Selbst empfindet, es umgarnt und sich mit ihm vereinigt – wer somit in sich selbst glücklich ist, der wird vollkommen sein eigener Herr. Er erlangt überall absolute Freiheit und Autonomie in seinen Bewegungen (Svarāj – स्वराज्).
Wer das Selbst als Wahrheit sieht, erfährt und versteht, so wird in Kapitel 26 erklärt, aus dessen Selbst entspringt das Lebensprinzip, ferner Hoffnung und Erinnerung, aber auch der Geist, das Denken, das Verstehen, die Reflexion, die Überzeugung, die Rede sowie sämtliche weltlichen Kenntnisse.

### Achtes Buch (8. Prapāṭhaka)

#### 1. bis 4. Kapitel – Die Natur von Wissen und Selbst
Das 8. Buch der Chandogya Upanishad bezeichnet im 1. Kapitel den bei der Geburt erhaltenen Körper als Heimstatt Brahmans (Brahmapura – ब्रह्मपुर). Es handelt sich um einen ganz speziellen Palast, der das gesamte Universum in sich umschließt. Was jemals war, was jemals ist und auch nicht ist und was jemals sein wird befindet sich in diesem Palast, dessen Bewohner das Brahman in Gestalt des Ātmans – dem Selbst – ist. Wer sich dieses tief in sich weilenden Selbsts nicht gewahr wird, bleibt unfrei, wer aber darüber Bescheid weiß, wird alle Freiheiten dieser Welt erlangen.
Die Upanishade verdeutlicht im Vers 8.3.2 das Potential zur Selbsterkenntnis sodann mit folgender Parabel:
im Brahman-Ātman liegen alle unsere wahren Verlangen, sie bleiben jedoch verborgen unter unserer irrtümlichen Ignoranz. Vergleichbar mit ortsunkundigen Menschen, die tagaus tagein über tief im Erdreich verborgene, unentdeckte Goldvorkommen hinweg wandern, so leben Menschen mit dem Brahman. Sie entdecken es nicht, da sie nicht aufrichtig nach ihrem wahren Selbst in ihrer eigenen Heimstatt Brahmans suchen.
Ein Mensch hat viele Verlangen – nach Speisen, Getränken, Gesang, Musik, Freunden und Gegenständen. Werden sie erfüllt, dann wähnt er sich glücklich – so Kapitel 2 und 3. Diese Verlangen sind aber nur vorübergehender Natur und somit auch die aus ihnen resultierenden Glückszustände. Sie sind rein oberflächlich und falsch. Anstatt über seine wahren Zielsetzungen nachzudenken, wird ein impulsiver Mensch zum Sklaven seiner eigenen unbefriedigten Begierden. Abgeklärte Ruhe stellt sich ein, wenn jemand sein wahres Trachten nach dem Selbst kennt und dieses Selbst in sich verwirklicht.
Der Theosophe Charles Johnston meint, dass dieser Abschnitt einem Korrespondenzgesetz entspricht, wobei das Universum als Makrokosmos mit dem Mikrokosmos des Menschen harmonisiert. Alles Unendliche und Göttliche befindet sich auch im Menschen, der Mensch ist ein Tempel, in dem Gott weilt.

#### 5. und 6. Kapitel – Der Weg zum Wissen und zum Selbst
In Kapitel 5 und 6 des 8. Buches sagt die Upanishade, dass das Leben eines Schülers (Brahmacarya – ब्रह्मचर्य), der von einem Lehrer angeleitet wird, zu Wissen, zum Erlernen der Meditation und letztlich zum selbstverwirklichten Ātman führt. Der Vers 8.5.1 vergleicht das Leben eines Brahmacaryas mit einem Feuerritual Yajña (यज्ञ) bestehend aus während des Rituals geopferten Gaben Iṣṭa (इष्ट), der sehr langen Feuerzeremonie Sattrāyaṇa (सत्त्रायण), dem Ritual asketischen Schweigens Mauna (मौन), dem Pfad des Fastens Anāśakāyana (अनाशकायन) und dem zurückgezogenen Leben im Wald Araṇyāyana (अरण्यायन). Weiter wird erklärt, dass alle in der Außenwelt stattfindenden Rituale von einem ernsthaft nach der Wahrheit des Brahman-Ātman-Suchenden auch genauso gut in seinem Inneren nachvollzogen werden können. Vers 8.5.3 ist bedeutend für das Erwähnen des Einsiedlerlebens im Wald als anerkannte kulturelle Praxis.

#### 7. bis 12. Kapitel – Das falsche und das wahre Selbst

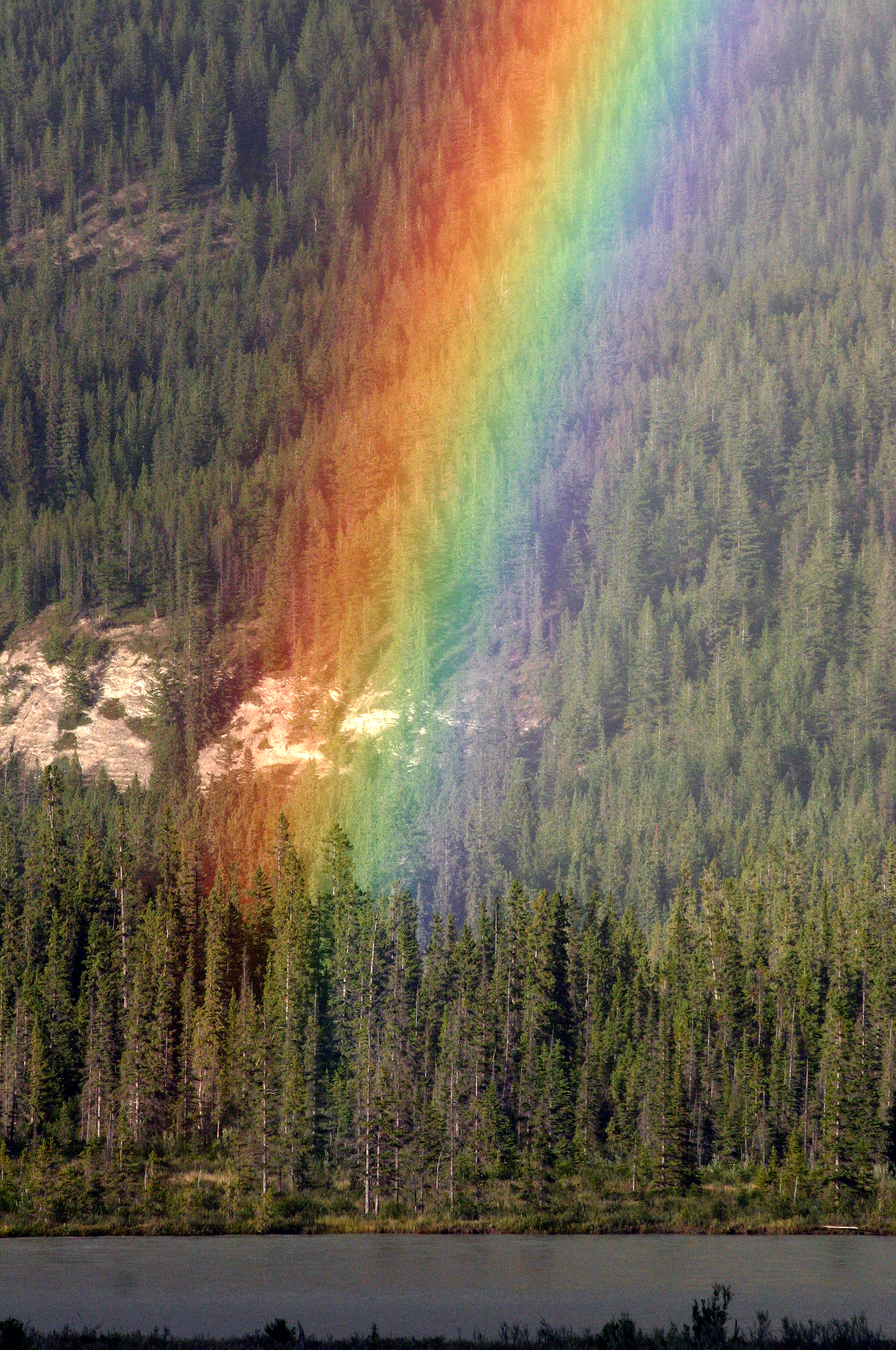

Die Kapitel 7 bis 12 des 8. Buches der Chandogya Upanishad kehren zu der Frage zurück, was das wahre Selbst ist und was nicht. Anfangs wird verlautet, dass das Selbst ewig frei von Kummer, Leid und Tod ist. Sein Zustand ist selig und ernst zugleich, seine Wünsche, Gefühle und Gedanken sind angebracht. Zur Unterscheidung von falschem und wahrem Ātman werden vier Antworten gegeben. Falsch sind der materielle Körper, Traumzustände und der Tiefschlaf. Der vierte Zustand ist jedoch das wahre Selbst – jenseits des Tiefschlafs, verbunden mit allen anderen und dem gesamten Universum. Diese vier Antworten sind auch als die vier Bewusstseinszustände bekannt – Wachen, Träumen, Tiefschlaf und Turiya.

#### 13. bis 15. Kapitel – Ein Lobgesang auf den Lernprozess und eine Verehrung des Selbsts
Mit dem Erfahren des Brahmans tritt der Mensch aus der Dunkelheit in die Regenbogenfarben des Lichts und schüttelt alles Verwerfliche von sich. Das Wissen vom Selbst ist unsterblich. Wer es kennt, reiht sich ein unter die ruhmreichen Brahmankenner, unter Könige, aber auch unter einfache Menschen. Wer sein Selbst kennt, setzt sein Studium der Veden fort. Er konzentriert sich auf sein Selbst und ist harmlos gegenüber allen Lebewesen. Indem er auf diese Weise lebt, erreicht er die Brahman-Welt (Brahmaloka), von der er nicht zurückkehrt.

„ॐ आप्यायन्तु ममाङ्गानि वाक्प्राणश्च्क्षुः श्रोत्रमथो बलमिन्द्रियाणि च सर्वाणि
सर्वं ब्रह्मौपनिषदं माहं ब्रह्म निराकुर्यां मा मा ब्रह्म निराकरोदनिकारणमस्त्वनिकारणं मेऽस्तु
तदात्मनि निरते य उपनिषत्सु धर्मास्ते मयि सन्तु ते मयि सन्तु“

„इति अष्टमोऽध्यायः“

„ॐ शान्तिः शान्तिः शान्तिः“

„इति छान्दोग्योऽपनिषद्“

Hiermit endet die Chandogya-Upanishad im achten Buch. Aum und Friede in allen drei Welten.

## Rezensionen
Von Sanskritgelehrten des antiken und mittelalterlichen Indiens wurden mehrere Rezensionen (Bhāṣya) über die Chandogya-Upanishad verfasst. Darunter sind Bhāṣyas von Shankara, Madhva, Brahmanandi, Dramida, Tanka und Ramanuja.
Friedrich Max Müller hat die Chandogya-Upanishad ins Englische übersetzt, kommentiert und mit anderen alten Schriften außerhalb Indiens verglichen. Ihm fiel auf, dass die ersten Bücher der Upanishade eine ungewöhnlich ausführliche Etymologie aufweisen. Müller meint jedoch, dass ein vergleichbarer etymologischer Aufwand auch in Schriften über Moses und den Exodus der Juden getrieben wurde, ja selbst in christlicher Literatur des 5. Jahrhunderts über den Heiligen Augustinus ist er zugegen.
Neben der Übertragung von Müller sind weitere Englisch-Übersetzungen vorhanden, beispielsweise von Srisa Chandra Vasu (1909), der gleichzeitig den Madhva-Kommentar mit integriert, von Ganganatha Jha (1942) mit dem Shankara-Bhāṣya sowie recht neuen Datums von Swami Lokeswarananda (2015), der Teile des Shankara-Bhāṣyas enthält.
In seiner Rezension der Chandogya-Upanishad führt Klaus Witz aus: Der Reichtum ihrer verschiedenen Bücher ist nur schwer zu vermitteln. So werden die unterschiedlichsten Aspekte des Universums, des Lebens, des Geistes und der menschlichen Erfahrungen zu Pfaden nach Innen verwoben .... Das 6. und 7. Buch enthalten Weisheiten großen Tiefgangs.
Die Chandogya Upanishad legt eine sehr tiefgehende Philosophie dar, deren Sprache gechantet wird. Ihr Kernpunkt ist das Selbst und dessen Nicht-Dualität – so John Arapura.
Auch Arthur Schopenhauer bewunderte die Candogya-Upanishad und zitierte oft aus ihr. Insbesondere die Redewendung Tat tvam asi, die er als Dies bist du übersetzte, hatte es ihm angetan. Eine wichtige Lehre der Chandogya-Upanishad ist laut Schopenhauer die Schlussfolgerung, dass Mitgefühl über Individualisierung hinausgeht, da jedes einzelne Lebewesen nur ein Aspekt des einen Willens ist, aber gleichzeitig auch die gesamte Welt in sich birgt.
In der fundamentalen Doktrin des Hinduismus, die in der Chandogya-Upanishad ihren Ausdruck findet, wird jedes einzelne Lebewesen als eine Manifestation eines einzigen unterlagernden Naturprinzips angesehen. Daher besteht auch eine tiefe Verbundenheit und Einheit aller Einzellebewesen untereinander, welche sie gleichberechtigt nebeneinander existieren lässt.